# 台鐵EMU800型電聯車
台鐵EMU800型電聯車是臺灣鐵路公司（原臺灣鐵路管理局，略稱臺鐵或臺鐵局）的交流電用通勤電聯車，為台鐵史上第五款通勤電聯車，也是EMU700型的後繼車型:59，由台灣車輛與日本車輛共同承造。
EMU800型是臺鐵因應六家線、沙崙線通車、臺東線電氣化以及西部幹線捷運化政策，加上中短途旅運量大幅成長、在原有車輛數已不敷使用情況下，繼2007年購置20列40組160輛的EMU700型並獲得好評後，再度購置的新一批電聯車。EMU800型也是台鐵繼1995年344輛EMU500型電聯車採購案之後最大宗的電聯車採購案，此款電聯車現主要運用為區間車及區間快車:112。

## 概要

### 引進簡史

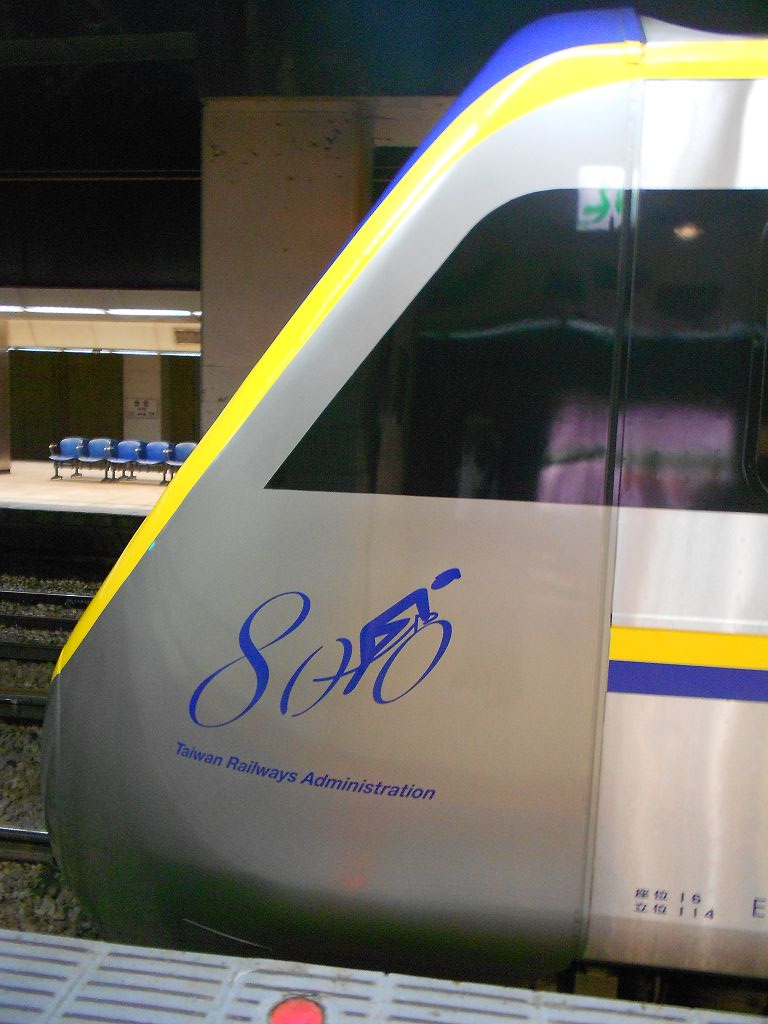
EMU800車頭側面形象標誌

EMU800計畫最早於2007年5月提出316輛電聯車採購案，包含台鐵都會區捷運化暨區域鐵路後續建設計畫（基隆－苗栗段）增購通勤電聯車共176輛、台鐵移撥台北車站兩月台及東二正線交付台灣高鐵營運補償款，共採購112輛、台鐵內灣、六家線增備車共12輛、台鐵沙崙線增備車共16輛。此外原定以「台鐵東線購置城際及區間客車計畫」採購之54輛通勤柴聯車，在歷經6次流標後，將其購車預算併入原先的通勤電聯車316輛標案之中，使其增加為370輛，並於2009年開始對外公告招標。但招標過程十分不順，多次開標因無任何廠商投標或得標廠商報價過高而宣告流標、廢標。經過台鐵多次修改招標規範及提高底標價碼，之後也因應物料上漲及求能招標順利，將數量減為296輛。後來在2011年1月第10次招標時，由唯一投標廠商台灣車輛以合約總價值達新台幣154億3千9百萬元的價碼得標:112。
2012年6月30日台鐵派赴前往日本車輛製造監造EMU800型2列原裝車組裝進度的相關人員回報，軔機系統相關組件未使用合約中載明應使用的德國克諾爾制軔（Knorr-Bremse）的产品，而是使用了日本納博特斯克（Nabtesco）的产品，台鐵已行文要求日本車輛進行改正，否則將無法通過驗車認證，此舉也使得2列16輛原型車原定的2012年9月交車時程被迫延後，台鐵也已依違約處台車70萬元罰款，並將依交車延後天數進行罰款累加，直至順利完成交車為止。10月4日台鐵與台車間的合約認定爭議，由行政院公共工程委員會進行調解。
EMU800原型車爭議歷經一年、經過多月調解後，2013年6月台鐵宣布接受行政院公共工程會的四項調解建議，包含針對日車製2列4組原型車進行檢驗、測試及驗收等交車前必要程序，軔機系統保固期限也由原本合約規定的3年，延長至4年。另外空氣壓縮機的備品數量也應增加原先的一半。而更換軔機系統所節省的9千9百多萬元經費以及未進入商業仲裁程序而省下的5百萬訴訟費用，皆應從EMU800型採購合約的總值扣除，至於交車期程延後等後續賠償問題，仍有待進一步協商。台鐵首批2列16輛原型車2013年8月下旬交車，2014年1月正式營運上路，其餘車輛於2015年5月29日全數交車完畢。同日台鐵於台灣車輛舉行296輛全數交車紀念典禮。
2015年6月9日因為日幣貶值關係，使得當初的採購EMU800型列車經費因匯差而產生餘款，台鐵宣布將再增購EMU800型列車共計6列12組48輛。增購之後將從原本的37列74組增為43列86組，與EMU500型的數量一致。目前增購車已於2016年8月起開始分批交車，2017年4月12日交車完畢，2017年5月23日全數投入營運。

### 車輛交付
EMU800型屬於台灣第二款國產化通勤電聯車，繼第一款國產化EMU700型後的新型車種，國產化設備達總金額50%。依照經濟部工業局之軌道車輛工業發展推動計畫，針對可國產化設備，由日本供應商找尋合適的台灣供應商，培養本地供應商的設計、生產的能力，以達成符合國際標準的目標。全車依照台鐵局的需求客製，車輛各部位分別由台灣車輛和日本車輛設計而成。800型電聯車的設備、零組件、材料等來自英國、德國、日本、台灣等各地供應商；全車體從鋼板成形、切割、彎折、銲接、設備安裝、功能測試等都在台灣完成。因為台灣缺第三方驗證認證單位，EMU800型電聯車依循EMU700型當初採購模式，先由日本車輛打造2列4組16輛示範的原型車在日本認證核可，再由台灣車輛生產其餘35列70組280輛量產型車輛。EMU800型一共採購37列74組296輛，後續保固與教育訓練等亦由台灣車輛負責:70－77。
2013年7月30日臺鐵公佈EMU800型外觀及內裝相片，並表示首批2列車組16輛原型車將於同年8月下旬交車抵臺，完成測試後將於隔年春節加入營運。2013年8月27日，2列4組原型車，運抵基隆港進行卸船作業，並先後由柴電機車牽引至七堵機務段進行整備作業。接著9月3日起2列4組原型車進行密集試車，於11月28日進入第三方公正單位認證階段。
2列4組的原型車原先依合約規定要在2012年9月進行交車，其餘35列70組280輛量產車，則在2013到2014年中旬分六批完成交車，但後來原型車牽涉到車輛設計變更方面的合約爭議，使得交車時程一度遙遙無期，一直到2013年6月解決合約爭議後，才開始安排後續交車事宜。原合約數量的列車在2015年5月29日全數交車完畢，2015年6月29日全數上路營運。
而EMU800型車陸續完成交車後，北、中、南部各通勤區間的區間車班次可望大幅增加，整體行車時間亦可望縮短。而莒光號運行區間也將縮短至南迴線與花東線或作為觀光列車或團體列車使用，其餘電氣化區間將以EMU800型開行之區間快車班次取代。另外也讓有諸多性能問題的EMU400型電聯車直接停用（車齡年限未屆滿30年），而EMU500型電聯車也將部分車輛移往人口密度較疏的海線、東部區間使用，車齡已屆的DR2700型柴油客車及SP/SPK系列之莒光、復興號車廂將逐步停用報廢，莒光號僅保留FPK10400－10600自動門車廂繼續使用:76－77。
第一批2列4組的原型車，於2013年8月1日由日本車輛的豐川製造所出廠，以乙種運送的方式，每日運送兩節車廂至三河港神野東碼頭4號泊位預備裝船，並於8月12日裝船完畢，由ENGKANTO號貨輪於8月27日運抵基隆港西四碼頭進行卸載，再分別由R156與R152柴電機車牽引至七堵調車場進行整備與靜態測試，於9月3日開始進行動態測試，並調入新竹機務段。而在試車階段中曾一度因為部分車廂車輪踏面損傷，而暫停測試並回送台灣車輛進行車輪旋削。最終於11月28日，完成動態測試作業，並循TEMU2000型電聯車模式，由第三方公正廠商進行審核及認證程序:64－69。12月10日，由台鐵通用設計推動委員會委員進行現車實勘及搭乘，12月15日通過第三方公正單位認證。12月31日邀請媒體與特定人士進行試乘，2014年1月2日起，正式上線載客營運。
第2批7列14組的首批量產車，原依約要在2013年7月交車，但受到先前原型車合約爭議影響，車輛組裝進度及交車時程皆大幅延後。2013年11月18日，其中前3列6組量產車，已由台灣車輛廠內回送至新竹貨運站（北新竹車站旁）集中停放。12月3日起首批量產車分別交由4個機務段，進行動態運轉測試:69。2014年1月12日起投入部分編組開始營運；至2014年2月10日止皆已營運上路。而後續出廠的列車都以相同模式進行相關的靜態與動態運轉測試，並且陸續投入營運。2015年5月29日最後一編組完成交車，並於2015年6月29日上路載客。EMU800型列原合約中的37列74組列車，目前已全數上路。
而後續本型車以當初採購預算的匯差，所產生的結餘款再增購6列12組，皆由台灣車輛負責生產製造。2016年8月19日開始分批進行交車並進行各項測試，2017年4月12日最後一編組交車完畢，並已於2017年5月23日全數營運上路。

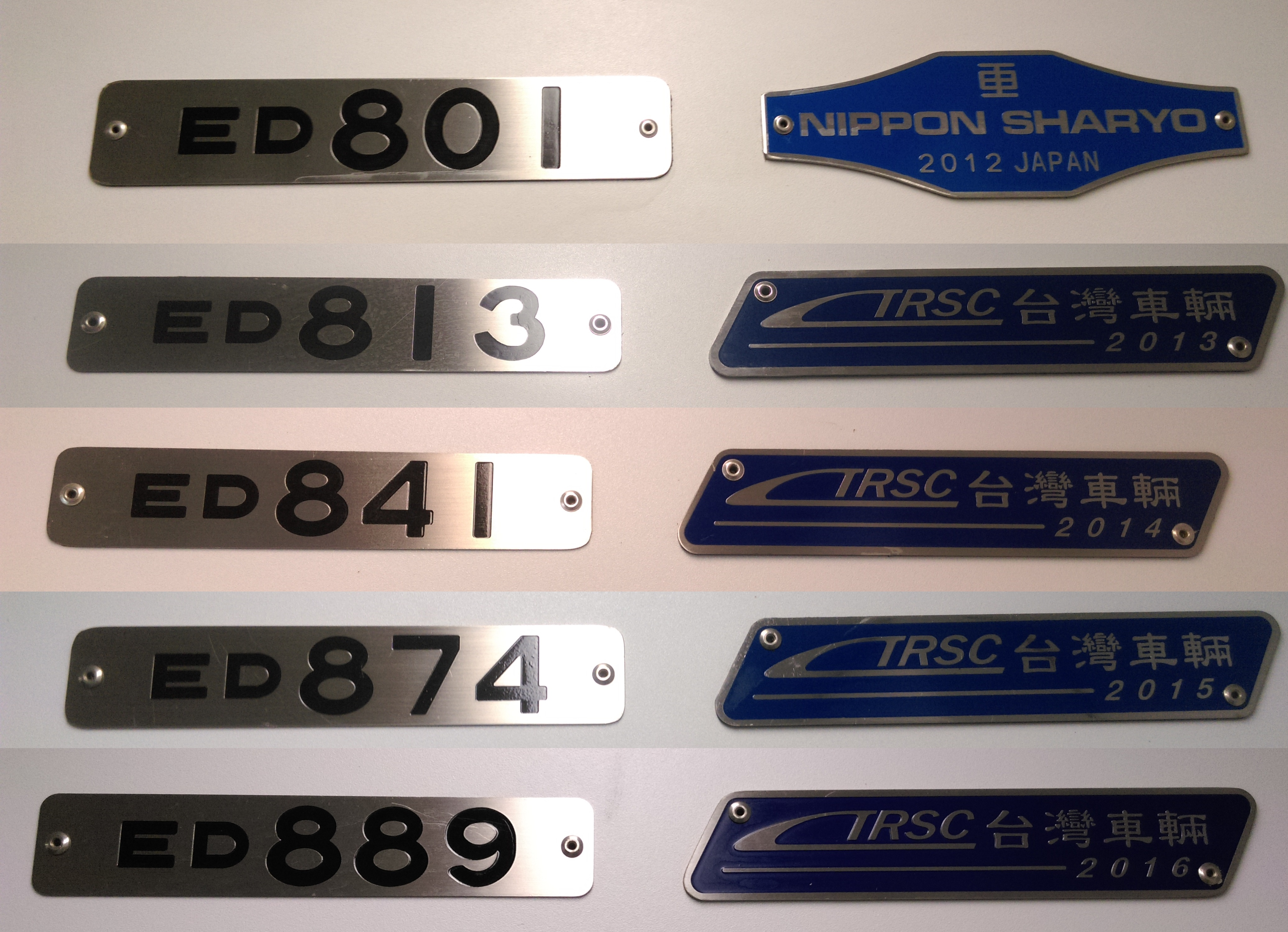
EMU800型車內5款不同的原廠銘版
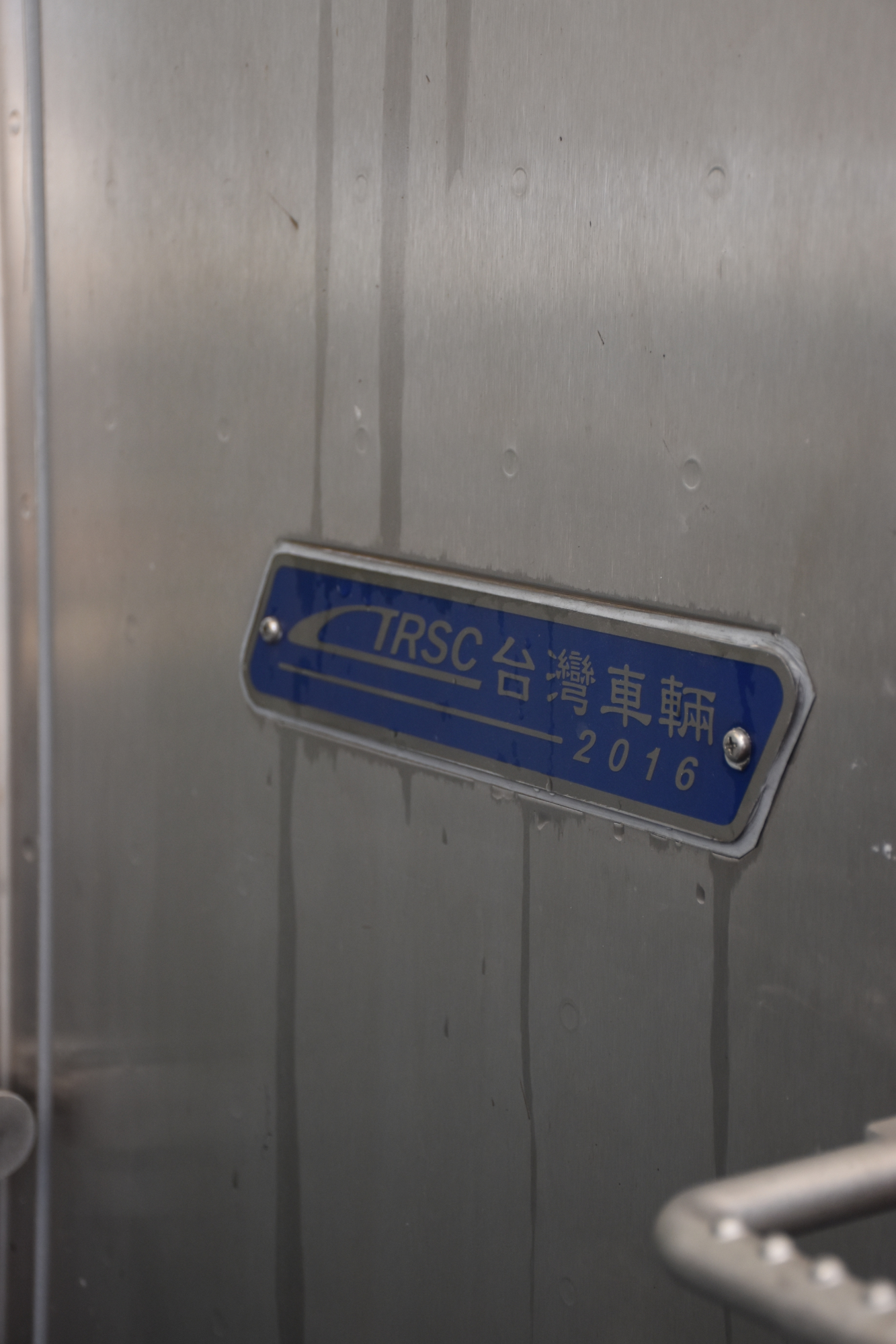
EMU800型車外之原廠銘版
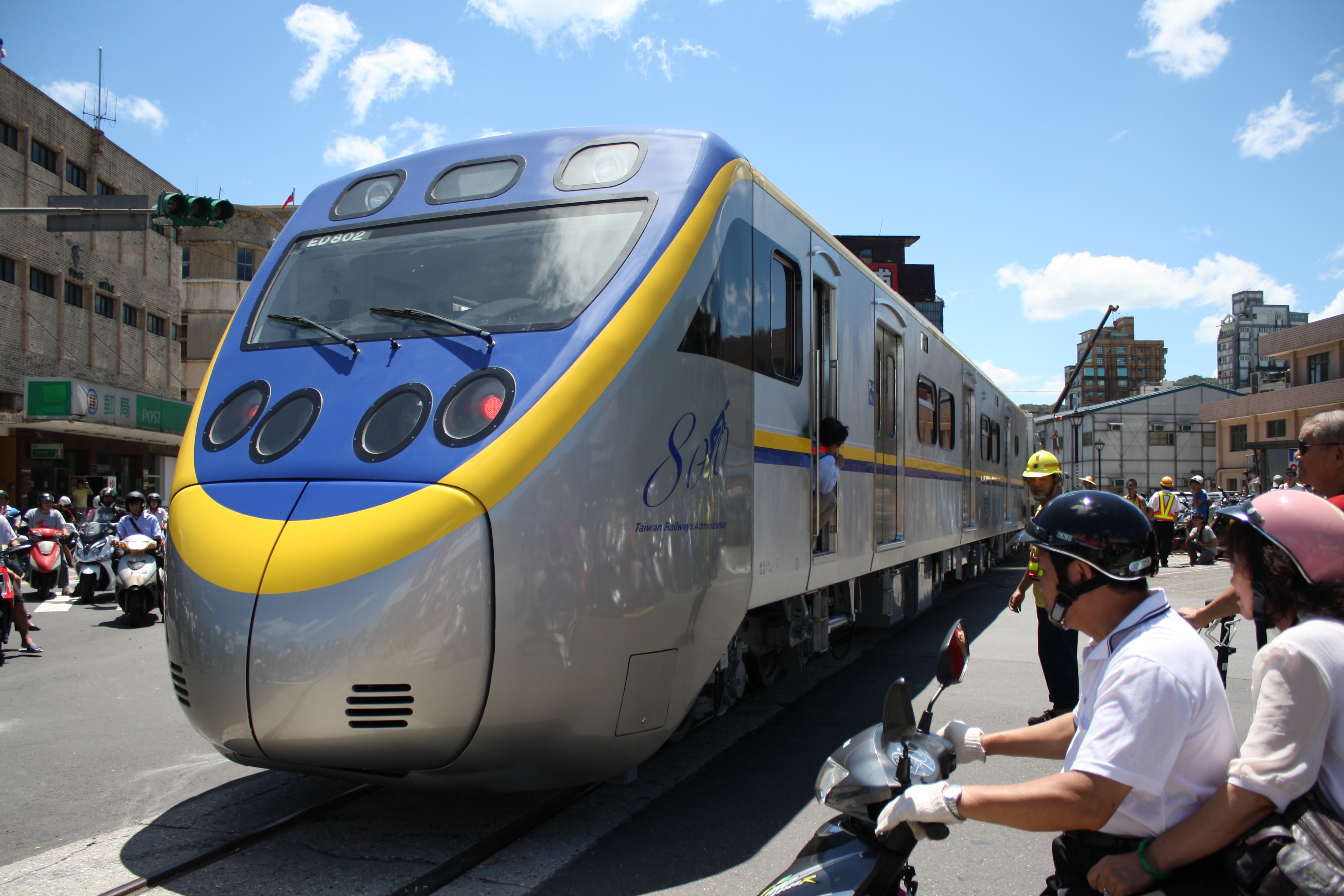
即將送往七堵機廠的第一編組
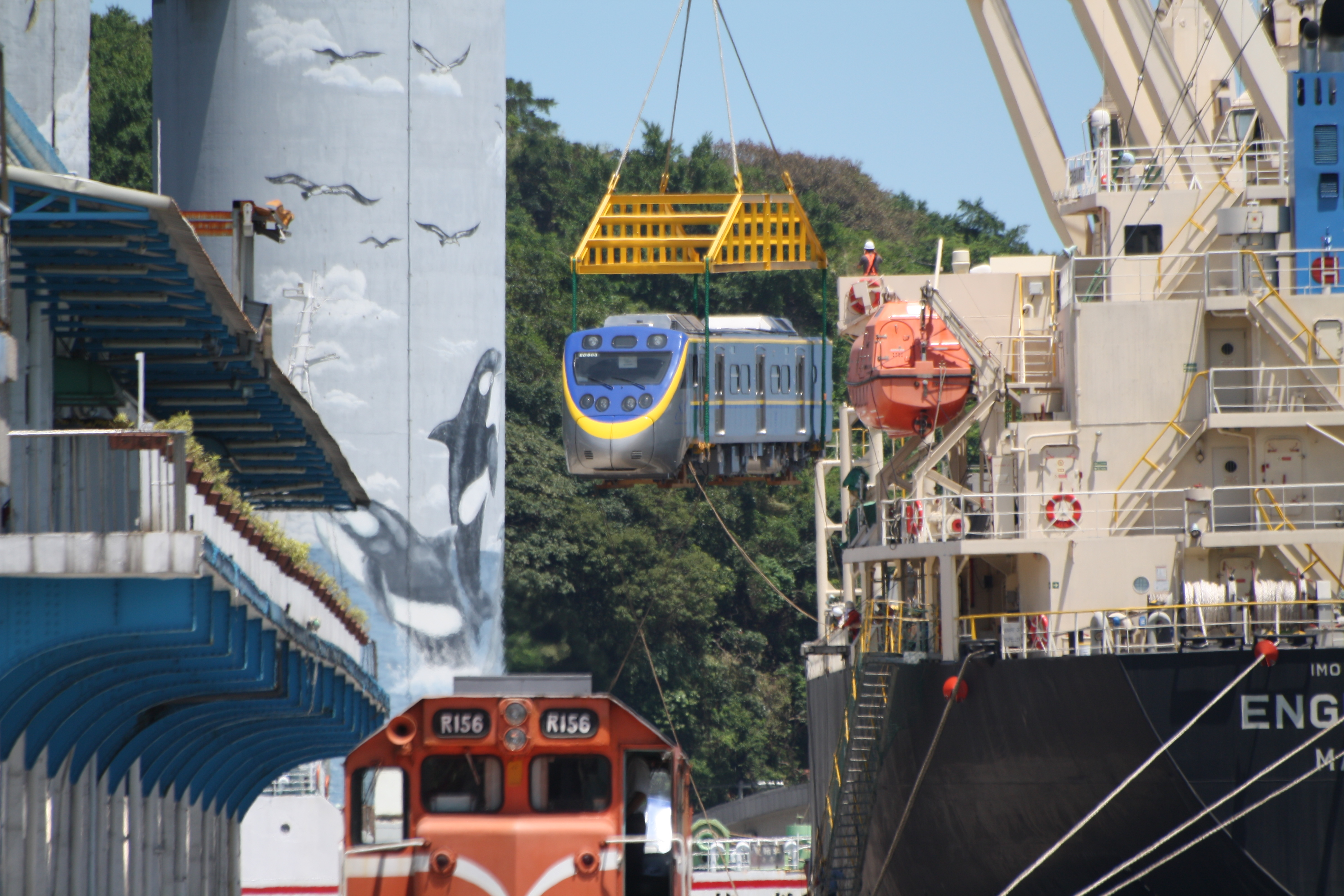
EMU800車頭吊出船艙

## 外觀設計

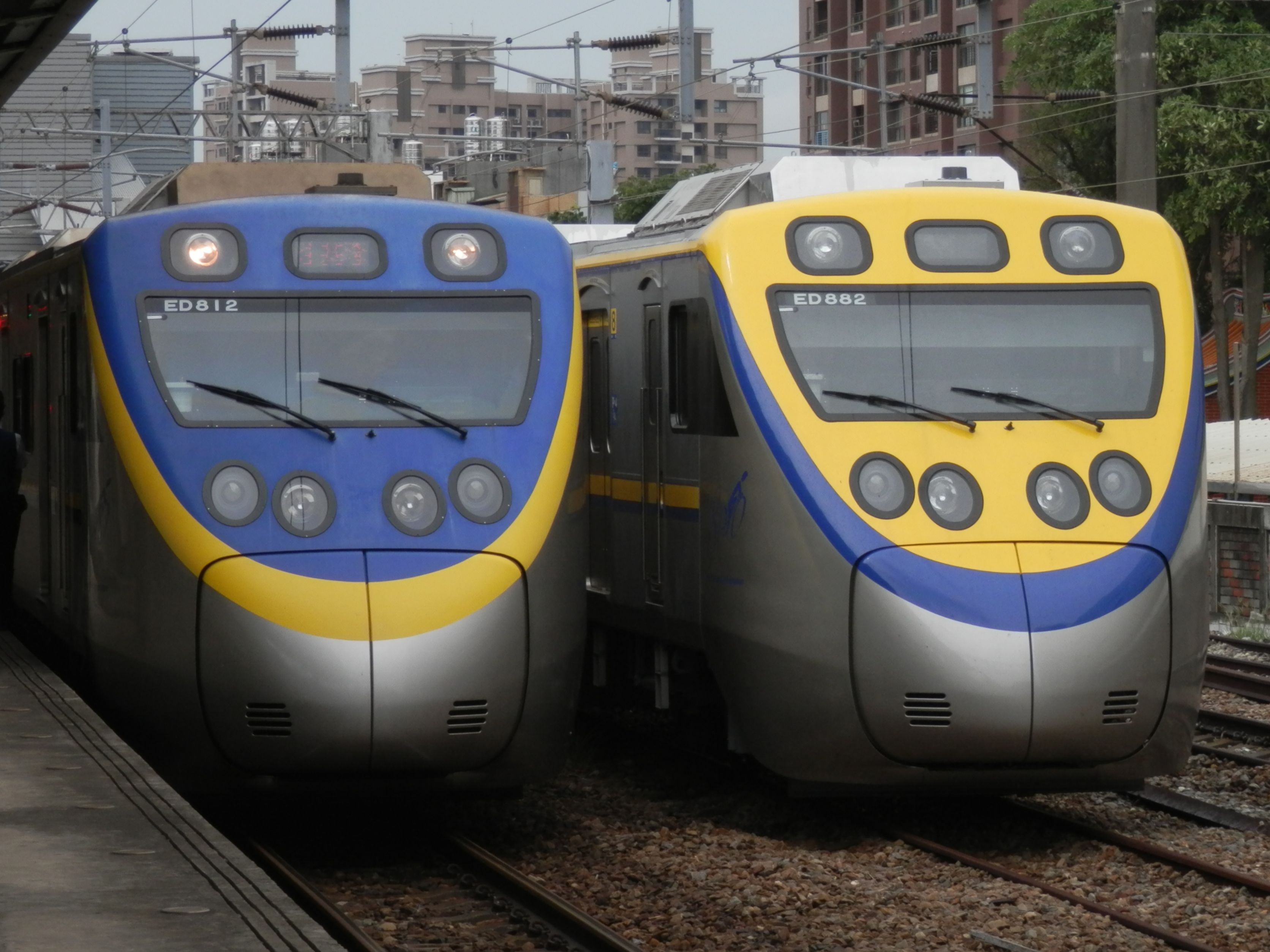
EMU800型初代編組（左）與增購編組（右）

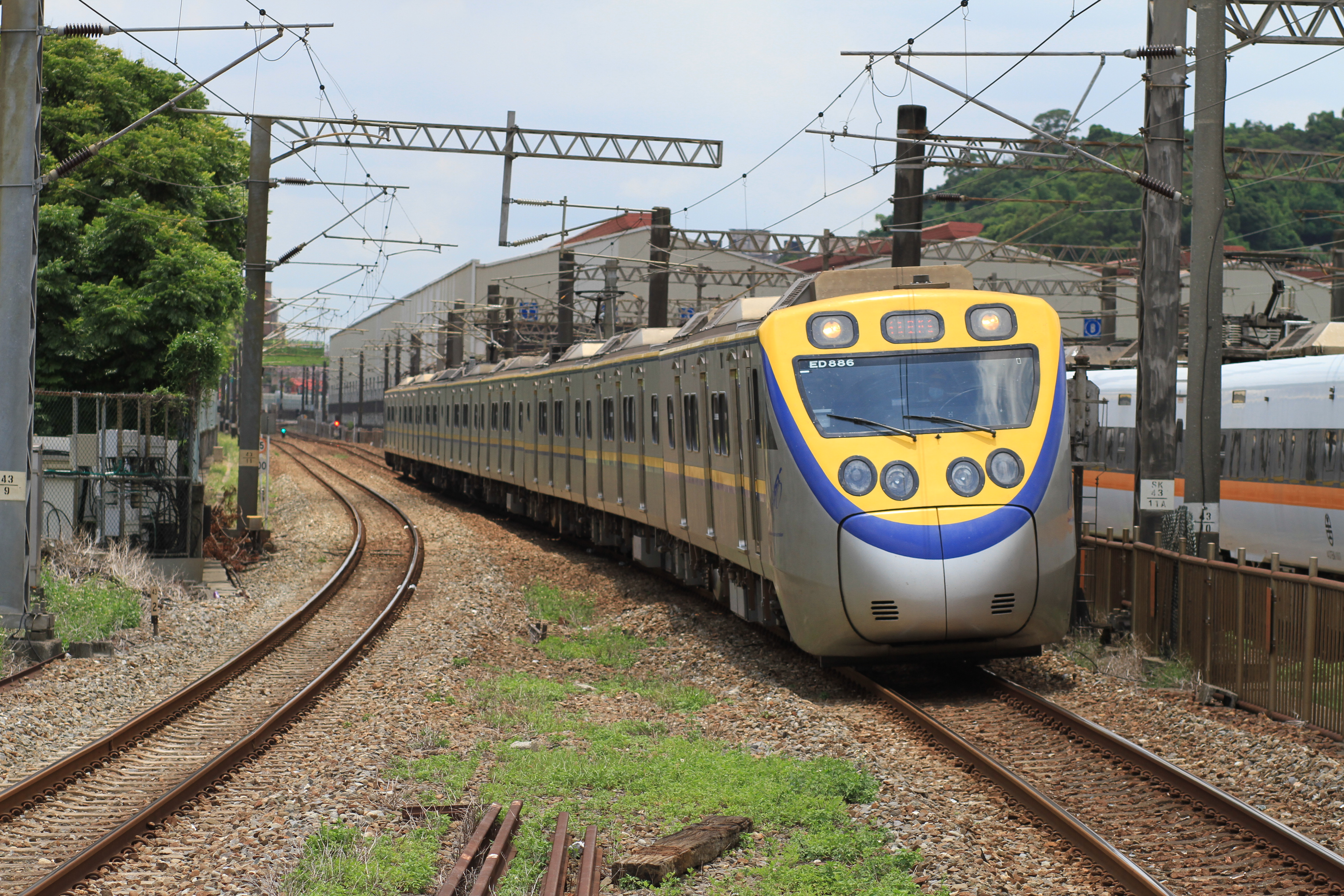
增購編組EMU886行經南樹林車站

EMU800型在外觀上有所創新，與台鐵現有任何一款通勤電聯車設計皆不同，首先在車頭端面採用與TEMU2000型類似的流線型設計，為台鐵首次將流線型車頭端面設計運用在通勤電聯車中。而在車身塗裝部分，車側以不銹鋼車體的銀灰色系為基底，於車身中段搭配藍、黃色線條，頂端亦有黃色帶，車頭端面則採半橢圓狀的藍色塗裝，並將車側頂端的黃色帶延伸至車頭，沿著半橢圓狀邊緣弧形下收，呈現近似弦月或微笑的造型，而此設計也使台鐵員工及鐵道迷稱其為「微笑號」，車頭側面也繪有「800」的專屬標誌，其將數字與人騎自行車的圖案相結合，00兩數字也象徵為自行車輪:112。
EMU800型採逼近車輛限界方式來設計，車體部份使用不銹鋼材質，與EMU700相同採用日本車輛模組化工法（日車式ブロック工法）組合。車頭端面部分因高強度的不銹鋼難以曲面加工，則使用表面金屬漆塗裝之耐候鋼材質。但因為兩者材質表面反光特性不同，所以車頭端面與車體接面處會因為天候、陽光角度及觀看位置而有不同的色澤呈現。
車頭端面的頭、尾燈、車頭列車資訊顯示器（DD）、擋風玻璃與連結器罩總成配置與TEMU2000型極為類似，不過擋風玻璃較TEMU2000型為大，頭、尾燈亦採獨立燈罩設計，駕駛室側窗則與EMU700型相同，並設置駕駛員專用門。車廂連結處也加裝類似台北捷運381型電聯車的防墜擋板，並採用單片式風擋。而車側各車廂客室窗戶配置原則上延續EMU700型，不過2~7車靠近車廂連結處的車窗，因座位配置因素，改設置較為靠近車廂連結處。另外，3、6車集電弓及廁所霧化車窗，設置於靠4、5車車廂連結處。:72－73
至於EMU800型後續增購的6列12輛編組，車體外觀大致上仍延續先前編組之特色，不過將車頭端面的黃、藍色部分塗裝對調，另外車身中段線條也將黃、藍色部分比例由1：1調整為3：1，頂端黃色帶下方亦新增一條藍色帶，以凸顯與先前編組製造年份之差異。

## 機電系統

### 集電弓及高壓電設備
EMU800型的集電弓採用英國Brecknell Willis所製造的單臂式集電弓，與EMU100－400型電聯車類似，不過其集電弓舟形式則是略有不同；列車所需之電力自集電弓引入後經真空斷路器（VCB）送至主變壓器降壓，至於EP車之車頂高壓電氣組件的配置方式與以往的電聯車所裝置之標準型式不同。:74－75:78－82

### 控制系統及馬達
EMU800型的機電系統為日本東芝製造，其動力車的牽引整流/变流器（C/I，即整流器与主控制裝置）採用絕緣柵雙極電晶體（IGBT）變頻器（VVVF）控制元件之脈衝寬度調變（PWM）方式控制牽引馬達，每輛動力車裝有4台東芝製 SEA-431 型 220 kW 鼠籠式三相异步馬達，單組列车最大出力可達 1,760 kW（1列2組則為 3,520 kW），列车的營運最高速率提升至 130 km/h（設計速率則為 140 km/h）。列車電力經由列車主變壓器降壓後分为兩組電路，一组提供給牽引整流/变流器，再经由牽引馬達輸出，作為列車的主要動力來源，另一组則经由輔助模組提供給兩組靜式變流器（SIV），作為列車車內照明、空調、旅客資訊系統等設備的電力來源。EMU800型的機電設備與TEMU2000型共通，不過两种列车的运行阻力有所差異。:74－75:78－82
EMU800型安裝了列車控制及管理系統（Train Control & Monitor System，簡稱TCMS），駕駛及檢修人員均可經設於駕駛台上的TCMS系統螢幕查閱列車全編組列車各系統的運作狀態，如遇任何系統故障時可自我偵測及診斷，並提供相關應急故障排除流程，使得列車能夠繼續行駛；並會將故障及個機電系統運轉情形加以記錄以方便檢修人員進行後續的檢修及保養工作。
此外在電門操作上同樣具備車速自動控制功能（簡稱「速控」模式），可利用電門把手上的時速刻度表做速度控制。

### 轉向架
EMU800型之轉向架為四輪無搖枕式，一次懸吊為雪弗龍型（Chevron）、圓錐型橡膠彈簧，二次懸吊則為空氣彈簧及緊急橡膠彈簧，並裝設抗蛇行動減震器（Yaw Damper），以提升高速運行時的行車穩定度，使得搭乘時舒適度更為優良。而轉向架結構經過強化，可使用鋼索及吊勾將其安全吊起或於地面進行拖拉，而不損傷轉向架本體。動力車（生產編號均以EM開頭）使用ND-741M型動力轉向架，無動力車（駕駛拖車，生產編號均以「ED」開頭）以及電源拖車（生產編號均以「EP」開頭）採用ND-741T型無動力轉向架:74。所有列車均安裝了停車制軔裝置（又稱停留軔機），長期停泊時不需再使用止動楔固定列車。

### 軔機系統
EMU800型軔機系統採用日本納博特斯克（Nabtesco）製造的HRA形高階反應類比電氣指令式軔機，EM車配備燒結式（粉末冶金）踏面閘瓦，ED及EP車設置碟式軔機煞車來令片，可提供列車較強的制軔能力，並具備踏面清掃裝置功能。且制軔時亦無異味（合成閘瓦會在緊軔時因摩擦產生高溫散發化學氣體）。另外，EMU800型也與前代EMU700型一樣設有電力回生電軔，並具備電軔優先功能，司機員透過司軔閥對列車進行制軔時，會先行啟動電軔，如遇所需軔力大於電軔力時，將由軔機電子延遲控制裝置（BECU）計算各車廂所需氣軔力，再輔以閘瓦氣軔使列車持續減速至停止，以降低踏面軔機對車輪之磨耗。由於燒結合金乃以金屬為主體之材質，因此低速緊軔時會產生尖銳的摩擦音（與同時期引進的TEMU2000型亦同），為改善此缺點將列車軔機系統的控制邏輯修正，從以往時速5km/hr取消電軔改為可使電軔可作用至2km/hr以下，在電軔力足夠之情況下將盡可能減少使用氣軔摩擦減速，如遇電軔力不足時也會優先使用ED及EP車的碟式軔機減速，以減少使用EM車燒結式閘瓦制軔，可有效減少閘瓦緊軔噪音。而空氣壓縮機（主風泵）則採用與EMU700型相同的新一代Nabtesco製RWS20G型低噪音螺旋式空氣壓縮機。:74。

### 保安裝置
EMU800型的鐵路安全裝置採用台鐵自2006年開始啟用的龐巴迪製的列車自動保護系統（ATP），相當於歐洲鐵路交通管理系統等級一規範。

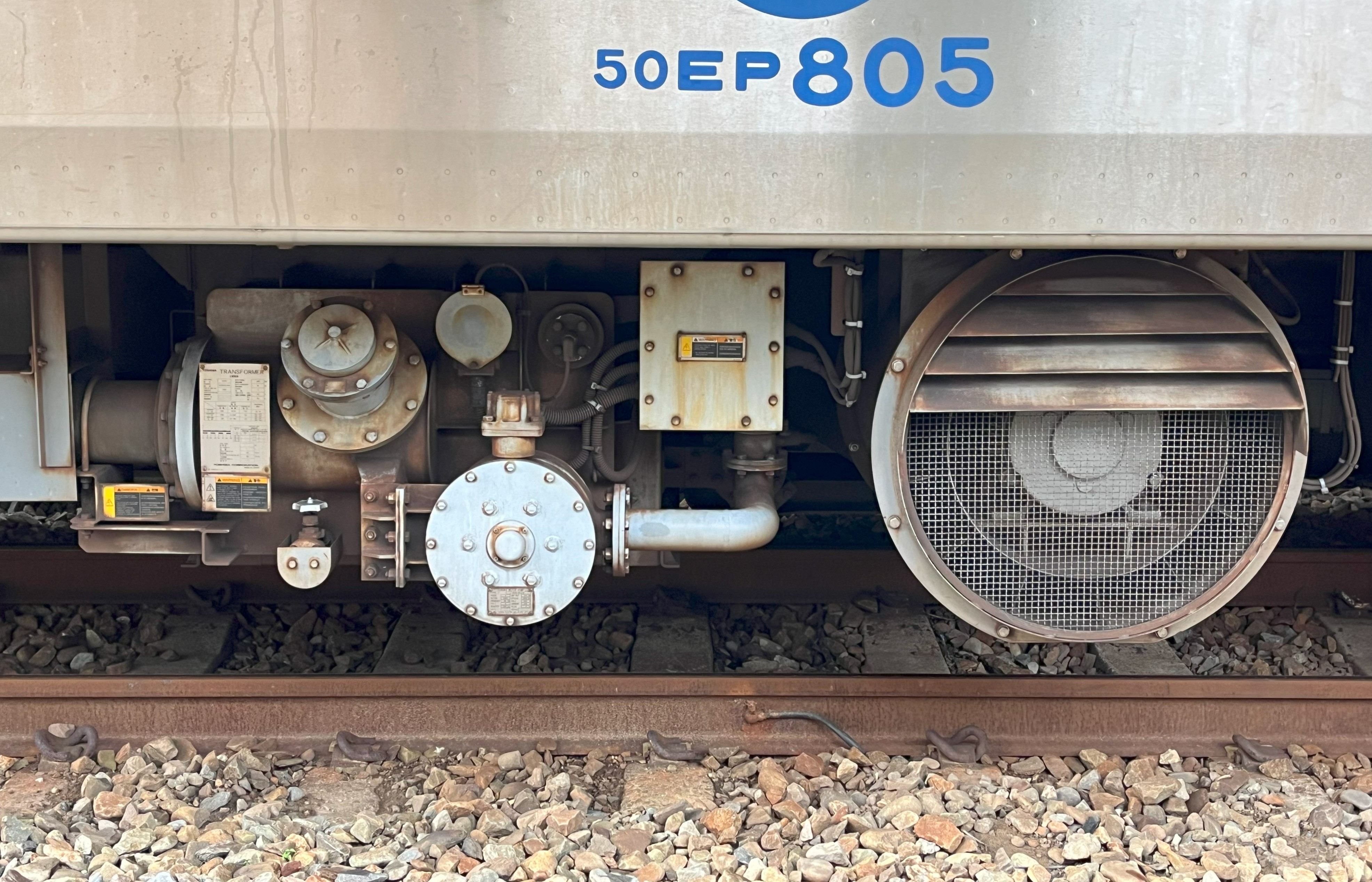
裝於EP800型電源拖車的主變壓器及散熱鼓風機外觀
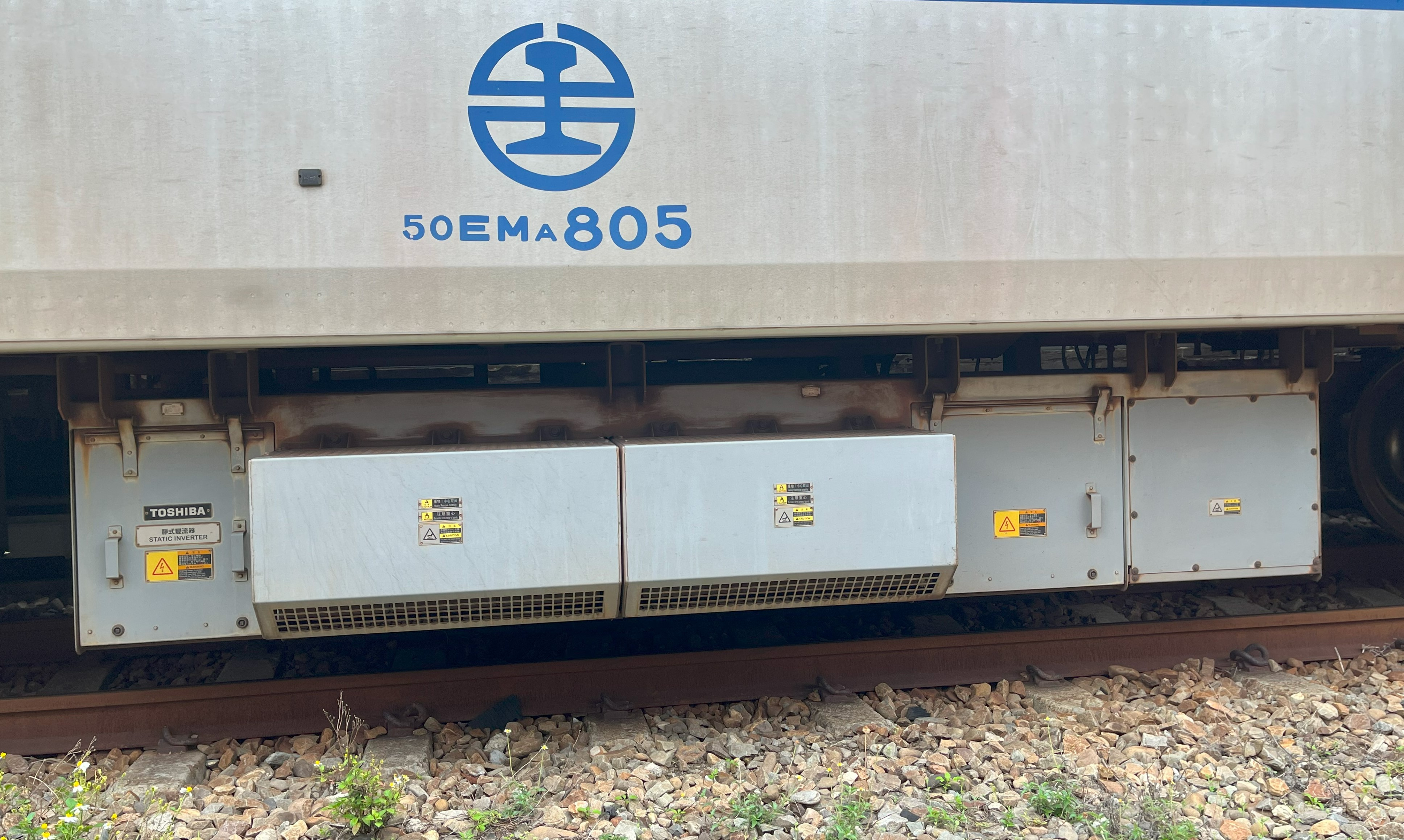
設置於馬達車右側的靜式變流器（SIV）
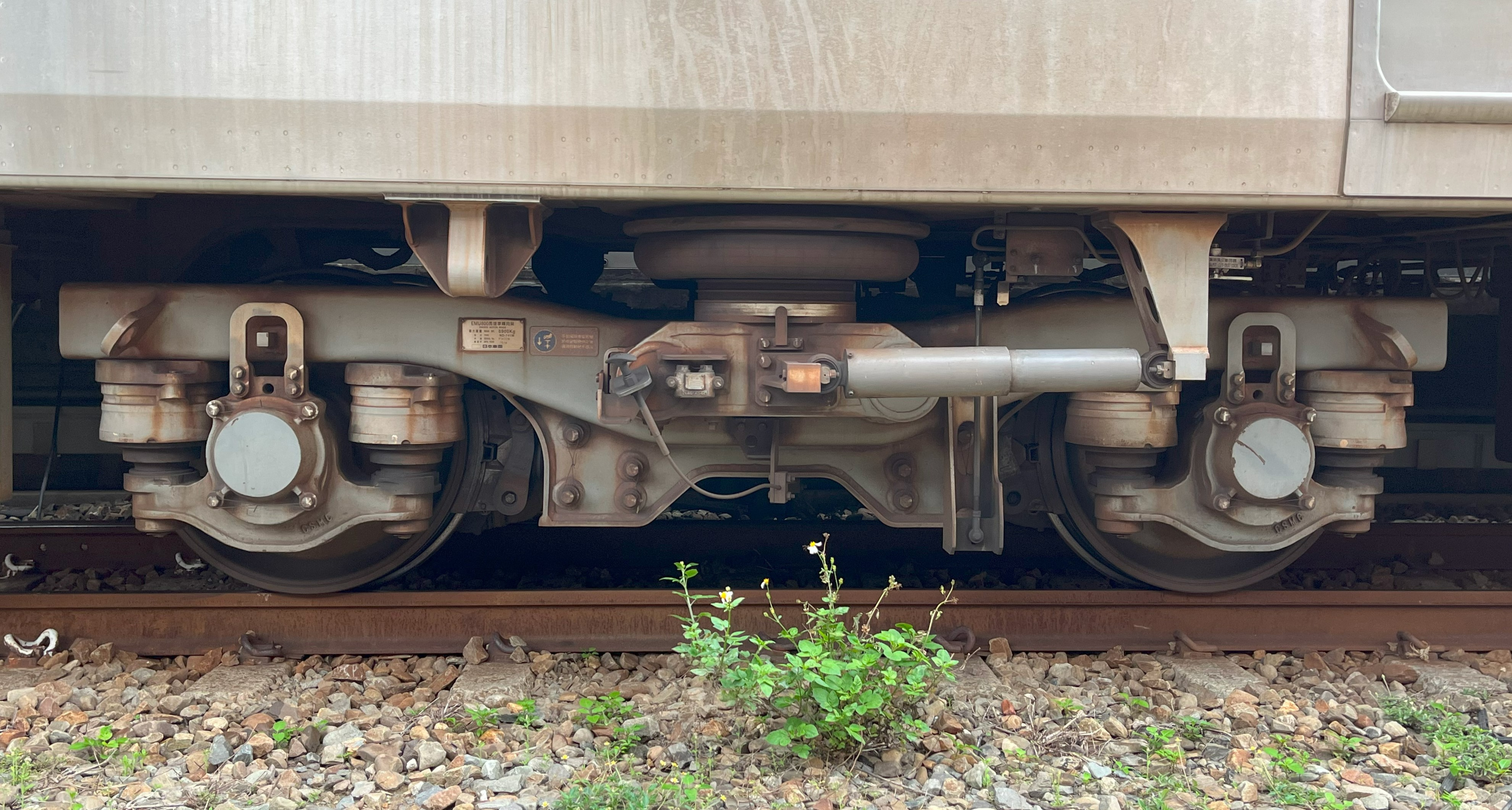
EMA、EMB800型馬達車所裝用的ND-741M型動力轉向架
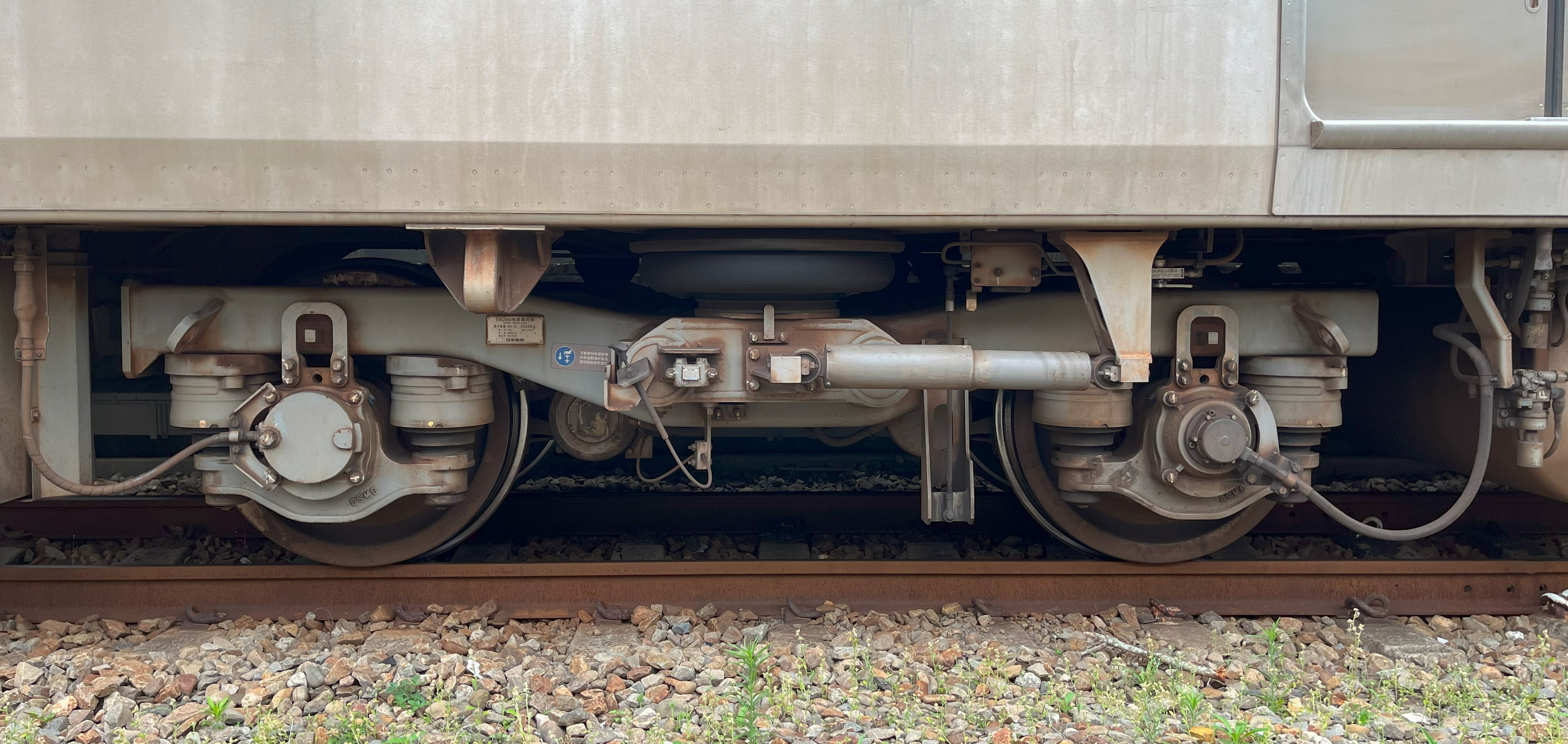
ED、EP800型無動力車所裝用的ND-741T型無動力轉向架

## 客室設備

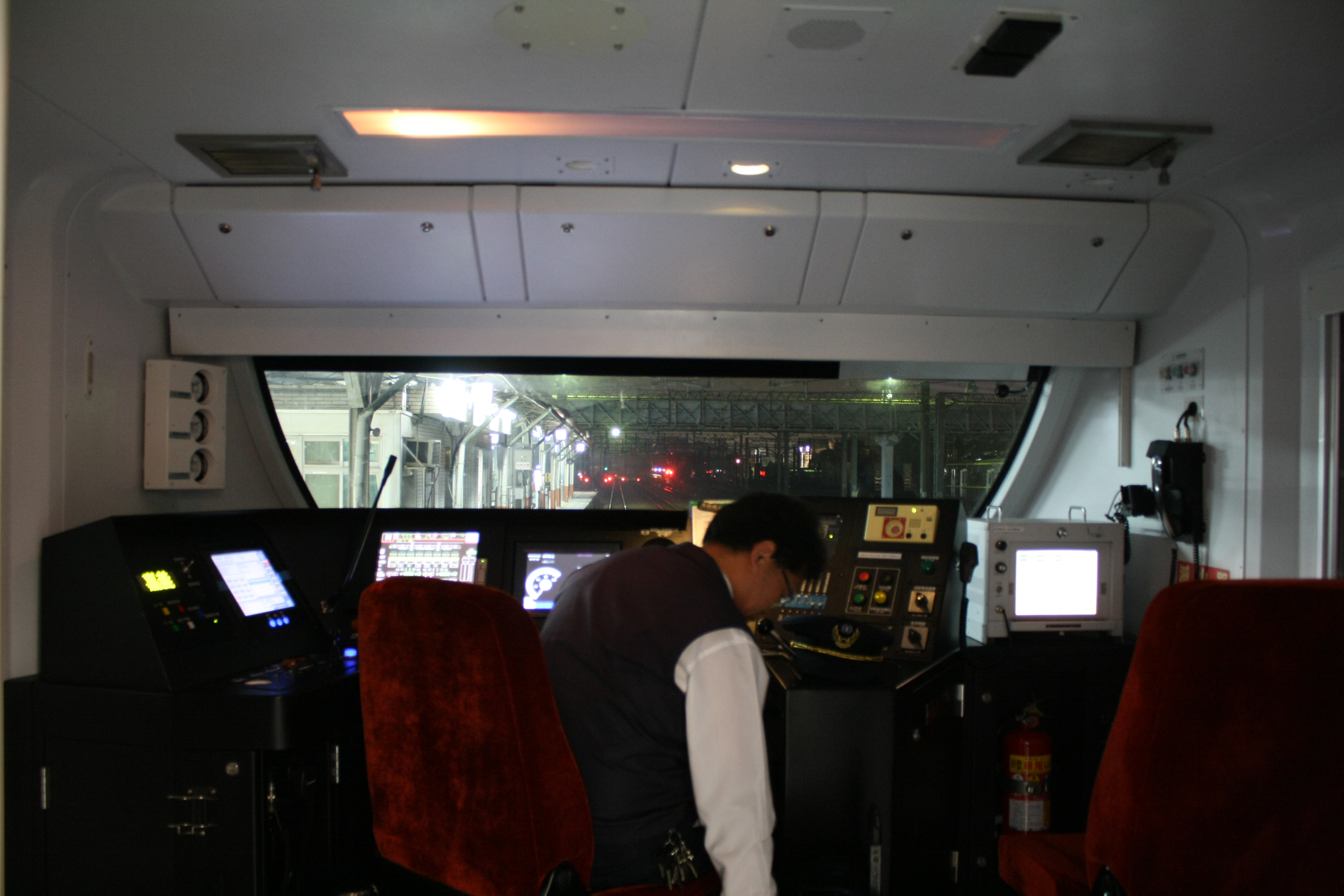
EMU800型電聯車的駕駛室

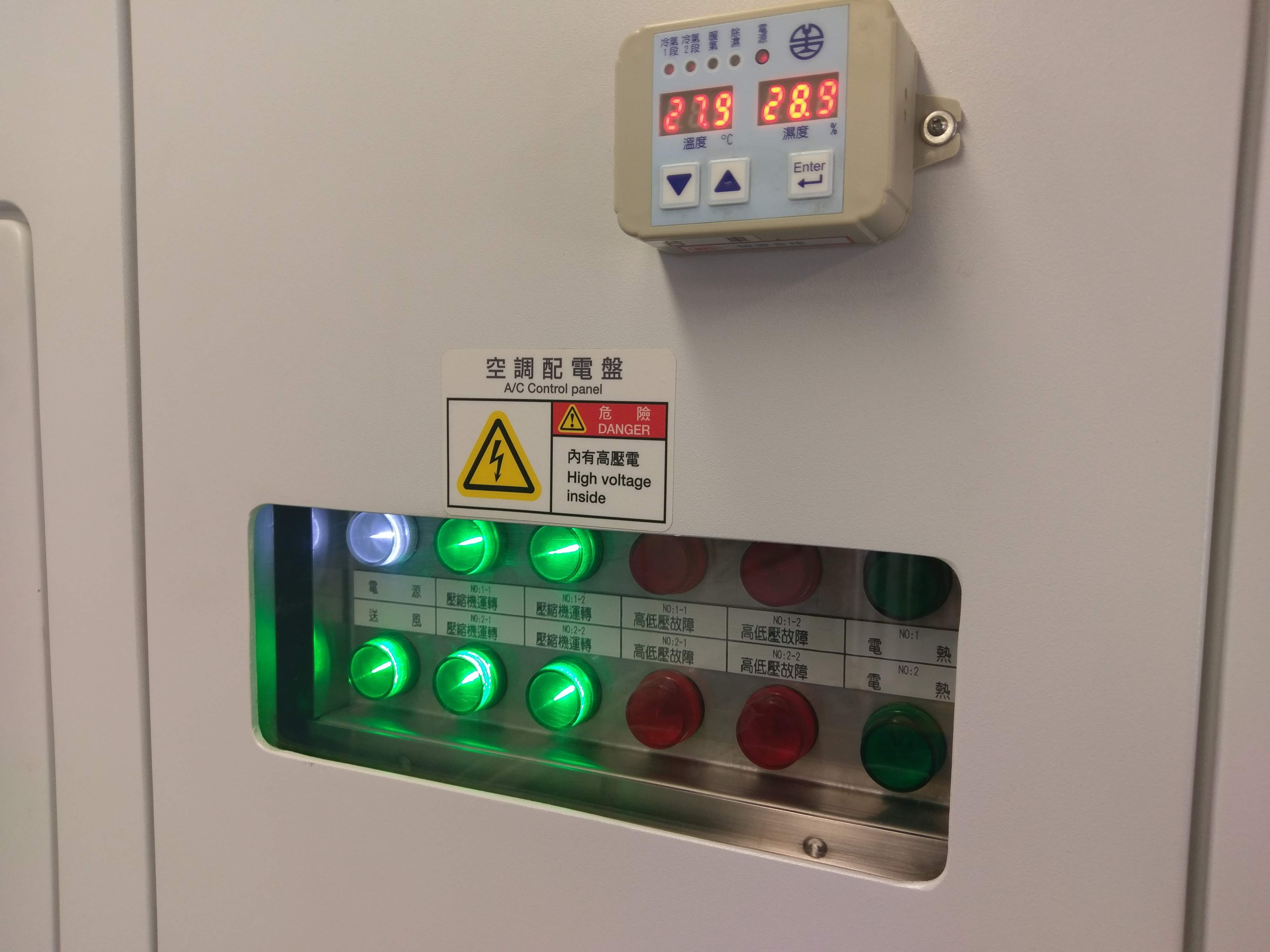
車內的空調配電盤和溫度控制器

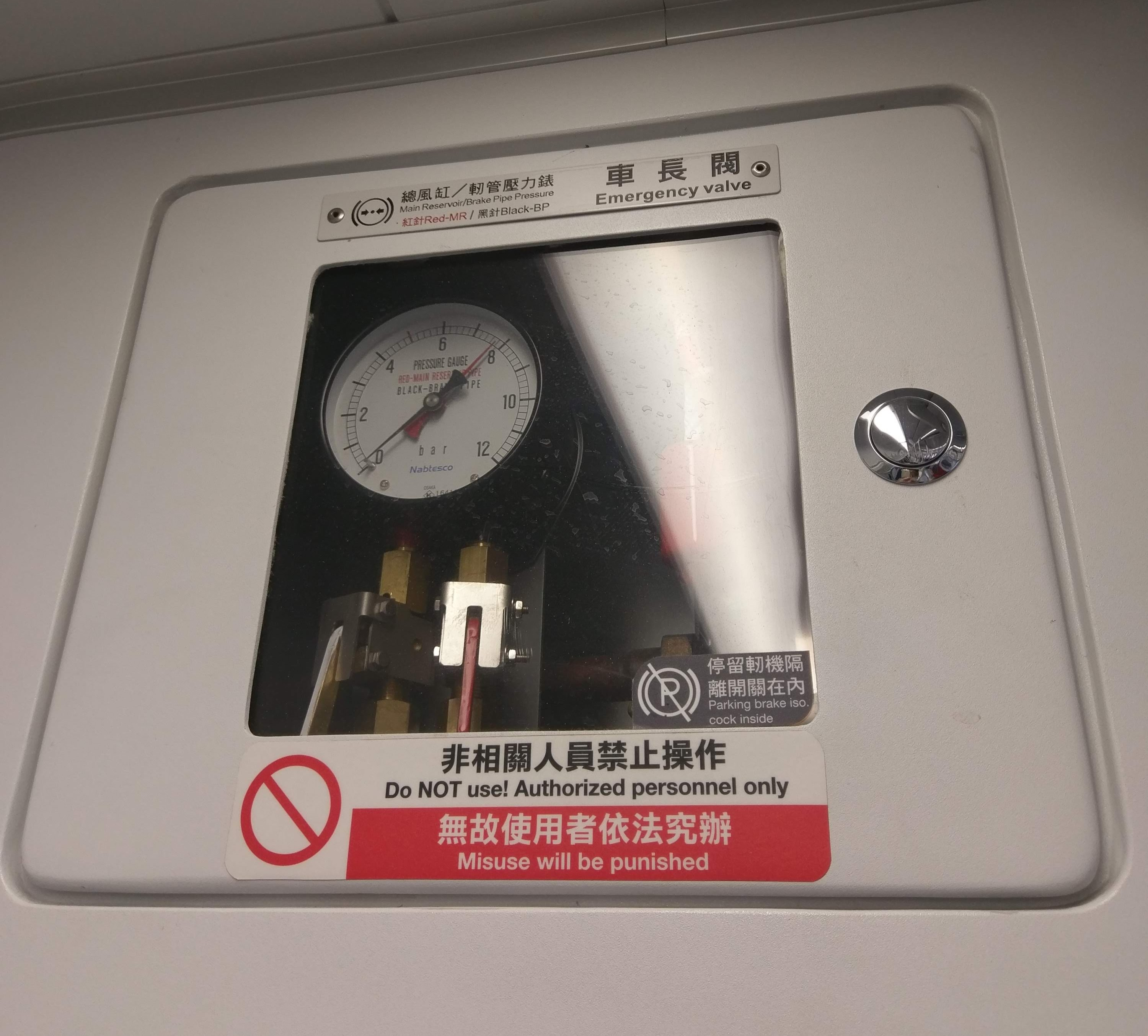
於車廂內的車長閥

EMU800型每列車設計最高可載運1262名旅客，包含352個座位及910個立位:113。車廂內裝設計原則上延續EMU700型的規格配置，車門口上方裝設環狀握桿及拉環，2到7車並恢復設置EMU400－600型採用的中央立柱，車門兩側的玻璃防搶隔板亦改採圓弧狀設計，以提供立位乘客更多抓握空間，車內比照EMU700型於車門上方裝設列車到站資訊顯示幕（SI）。另外也設有車門開門狀態指示燈，以指示開門方向，而各車廂第1、2車門與第2、3車門間中段的天花板，各設置2台旅客資訊顯示器（VPIS），繼EMU600型電聯車改造之後，EMU800型是台鐵第二款使用相同概念設計的列車，可顯示列車設施概況、乘車及旅客服務等資訊，並輔助列車到站資訊顯示幕（SI）顯示車門開啟方向、停靠站及轉乘等資訊。:62－73

### 座椅設計
本型車車內座椅由佳豐機械設計工業製作，採用人體工學絨布座椅，並加高椅背及強化絨布柔軟度，以提升旅客乘坐舒適度。座椅排列方式方面，1、8車因增設自行車置放區，改為類似EMU500、600型的一字型設計，且座位數僅16位（包含8張折疊椅及8張博愛座位），2到7車則全面採取非字型設計（EMU700型在靠近車廂連結處為一字型，本型車則為橫向座椅），但座位數也較EMU700型為少，而每個座椅在其行李架上方亦有設置座號標示，至於EMU800型後續增購的二次車6列12輛編組，除1、8車的座椅配置延續先前編組設計外，2~7車的座椅配置全數改為一字型長條椅，以增加搭乘人數並提升載運量。近期隨著本型車陸續進行全檢，部分編組之座椅絨布已改與和PP、莒光號客車相同之材質與花色。:62－73:113

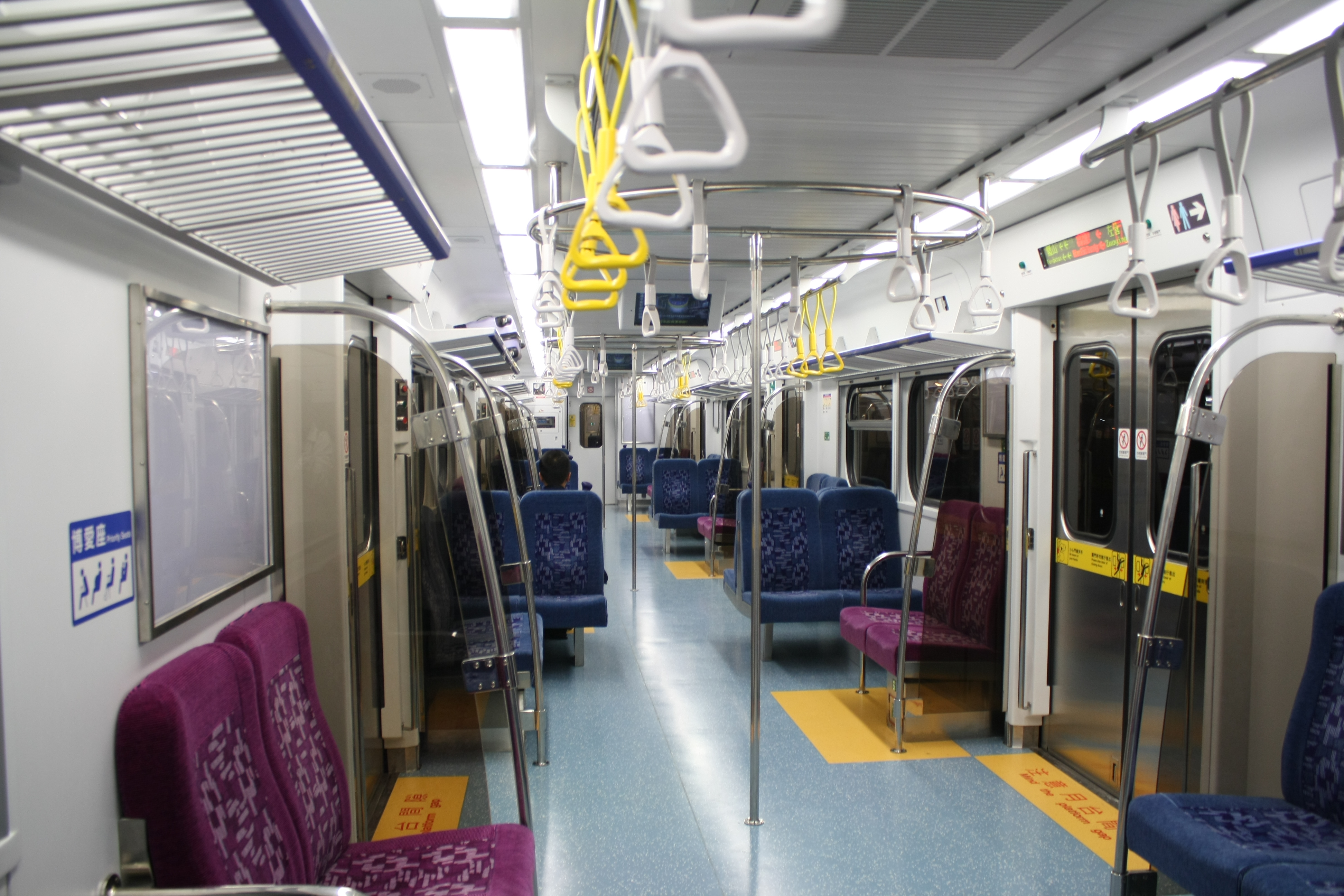
EMU800初代編組車廂內佈局及內部設施
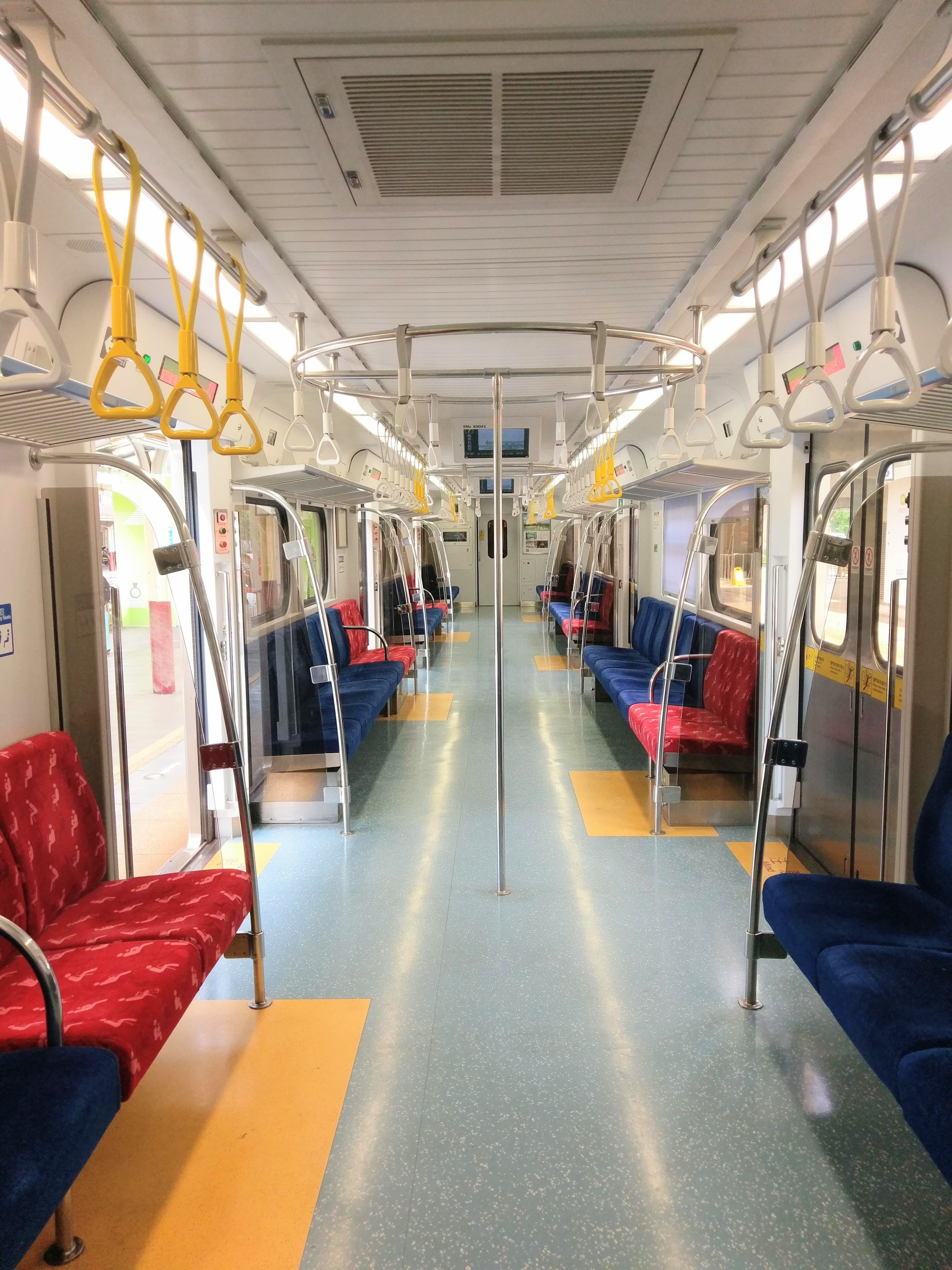
EMU800增購編組車廂內佈局及內部設施
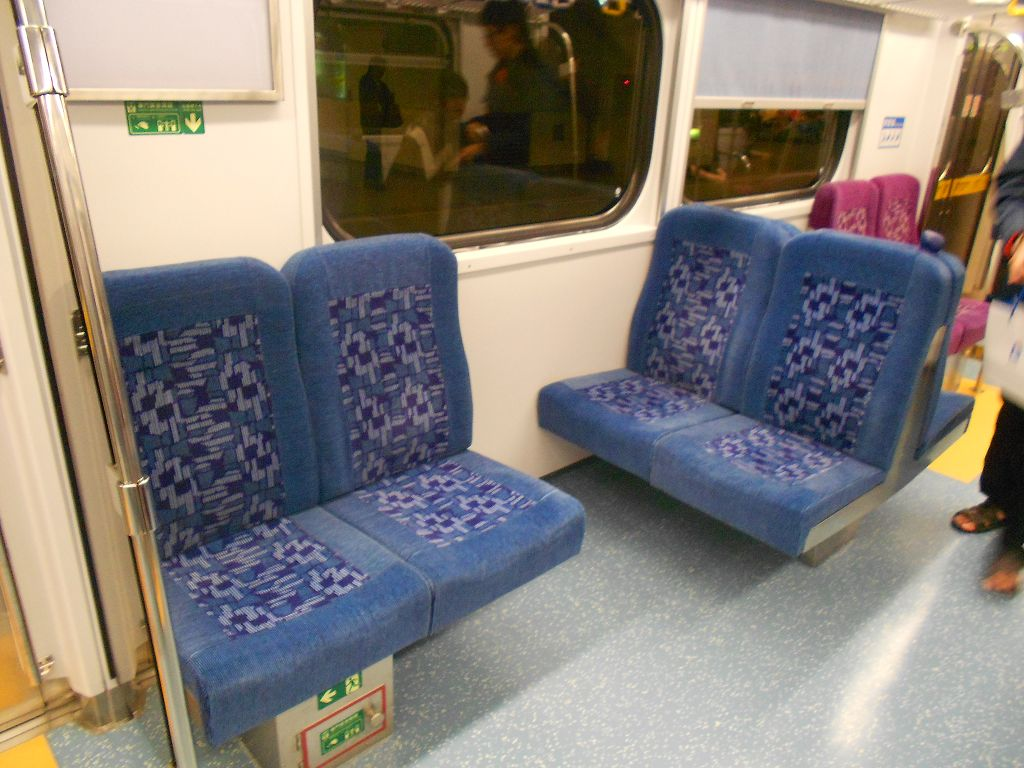
出廠時的座椅絨布花色
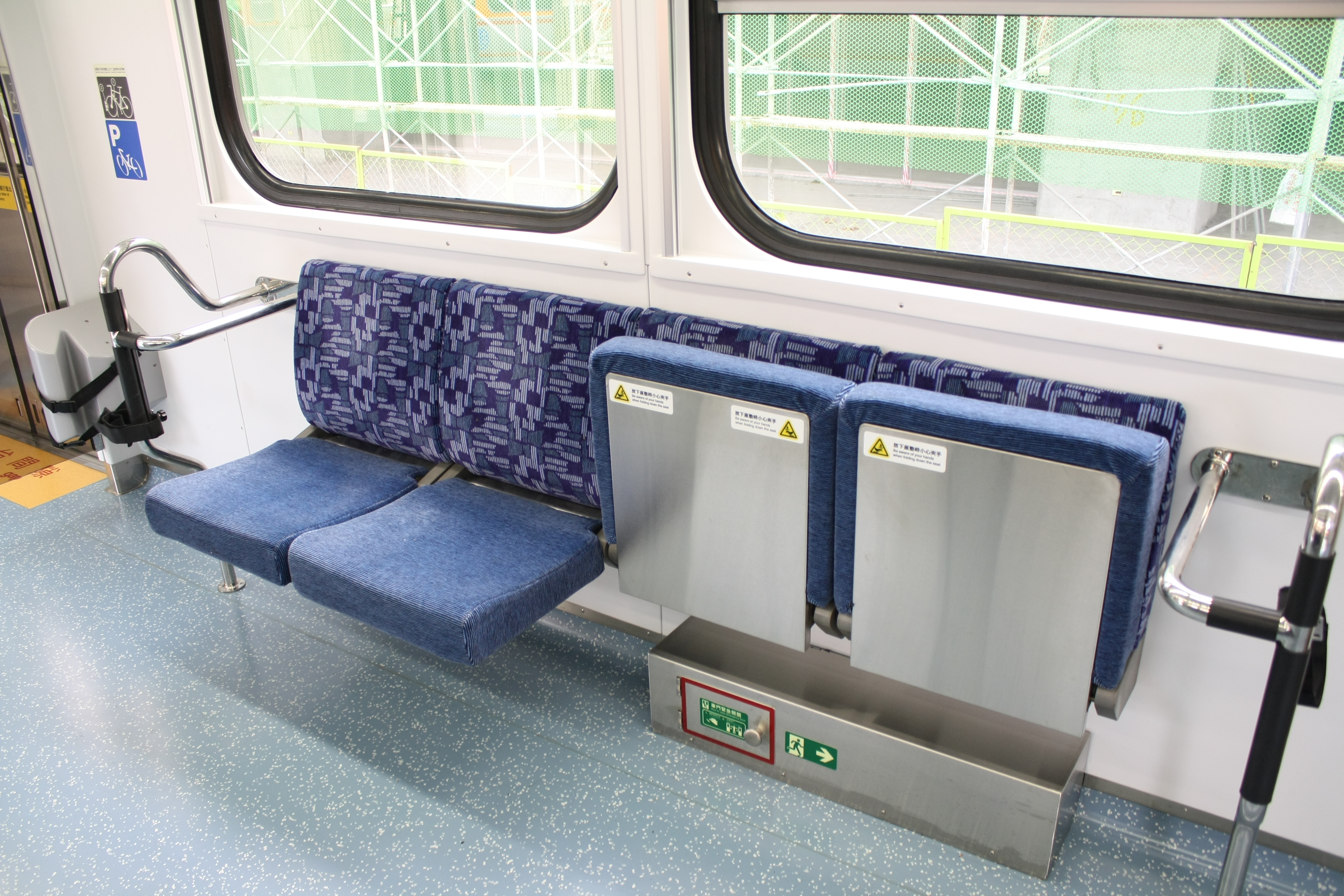
折疊式座椅與自行車置放架
EMU800增備車內座椅
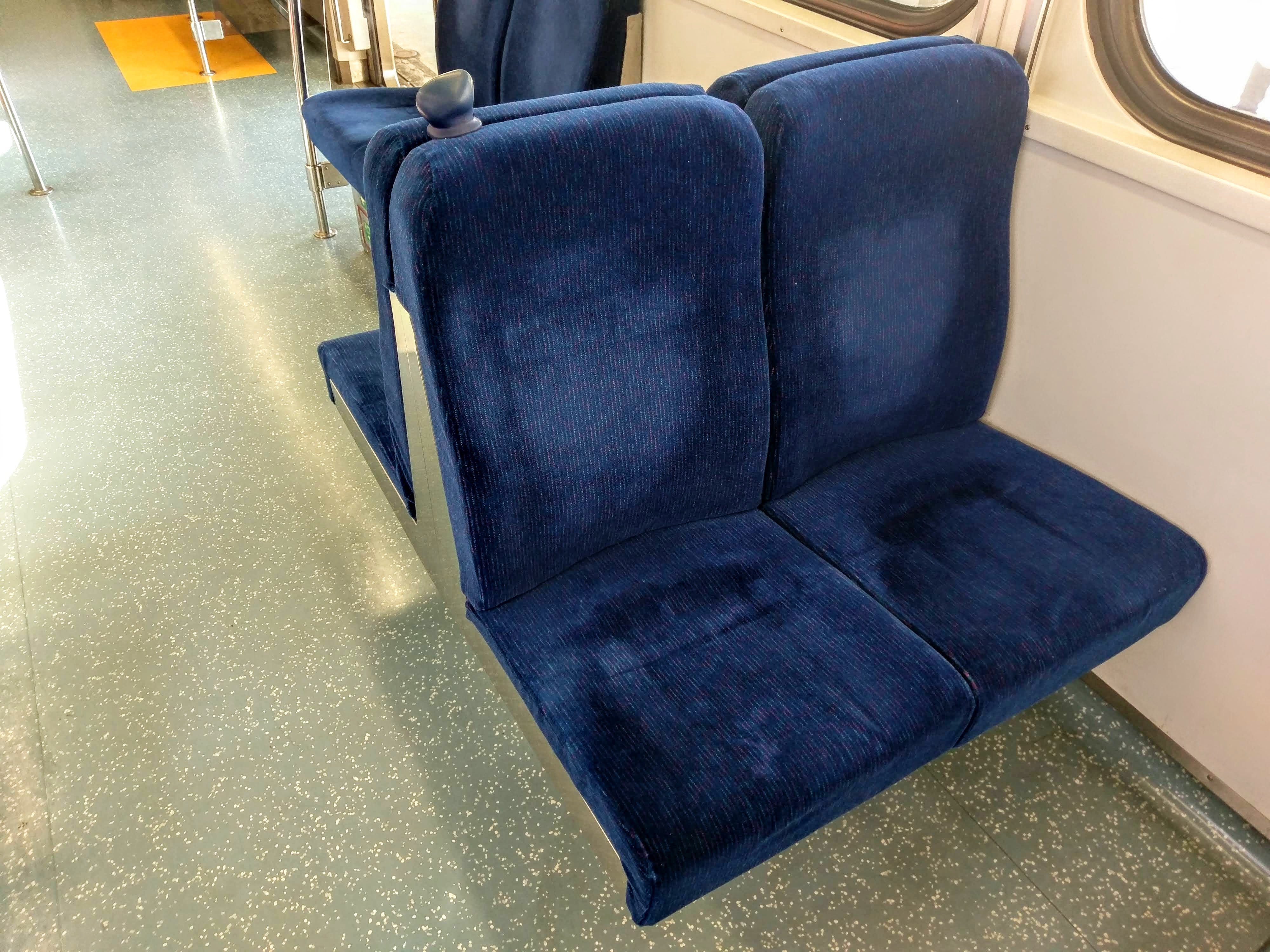
採用椅背加高之人體工學新型絨布座椅
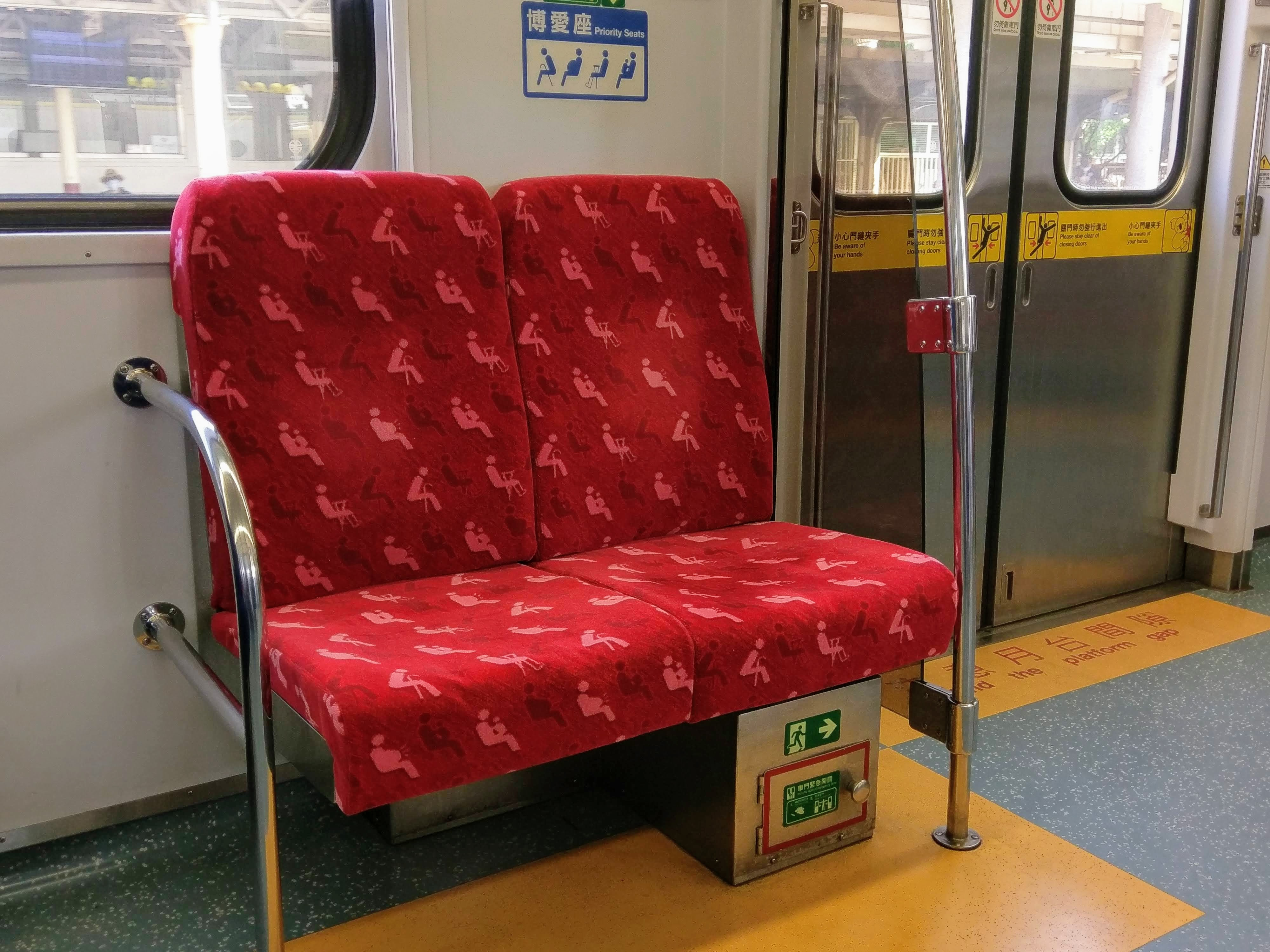
新型絨布花色的博愛座（優先席）座椅，和優化EMU500相同

### 列車資訊顯示器與廣播系統
EMU800型延續前代EMU700型電聯車配置，在列車的車頭端面、車廂側面以及車內車門上分別裝設車頭終點顯示器（Destination Sign，簡稱DD）、車側終點顯示器（Destination Indicator，簡稱DI）、車內到站顯示器（Station indicator，簡稱SI）發光二極體（LED）顯示幕。EMU800型則在車廂內新增液晶顯示器（LCD）（通稱為旅客資訊顯示器〔Visual Passenger Information System，VPIS〕），到站顯示器尺寸加大，除可顯示延續EMU700型的當前列車位置與前方停靠車站資訊外，亦能顯示車廂編號及列車車種、車次、經由線別、終點站、沿途停靠站等列車資訊及列車到站提示、列車到站開門方向提示、旅客轉乘資訊等，螢幕顯示廣告播放或政令宣導。:62－73。此外，列車的廣播採用自動廣播系統，以語音播放國語、閩南語、客家語、英語，在東部幹線區間也會使用阿美族語（於花蓮到富里間為使用秀姑巒阿美語，池上到台東為使用馬蘭阿美語）播報到站資訊等，並且增加轉乘車站資訊。
2021年5月開始陸續將原廣播更換為與EMU900相同之播報方式。

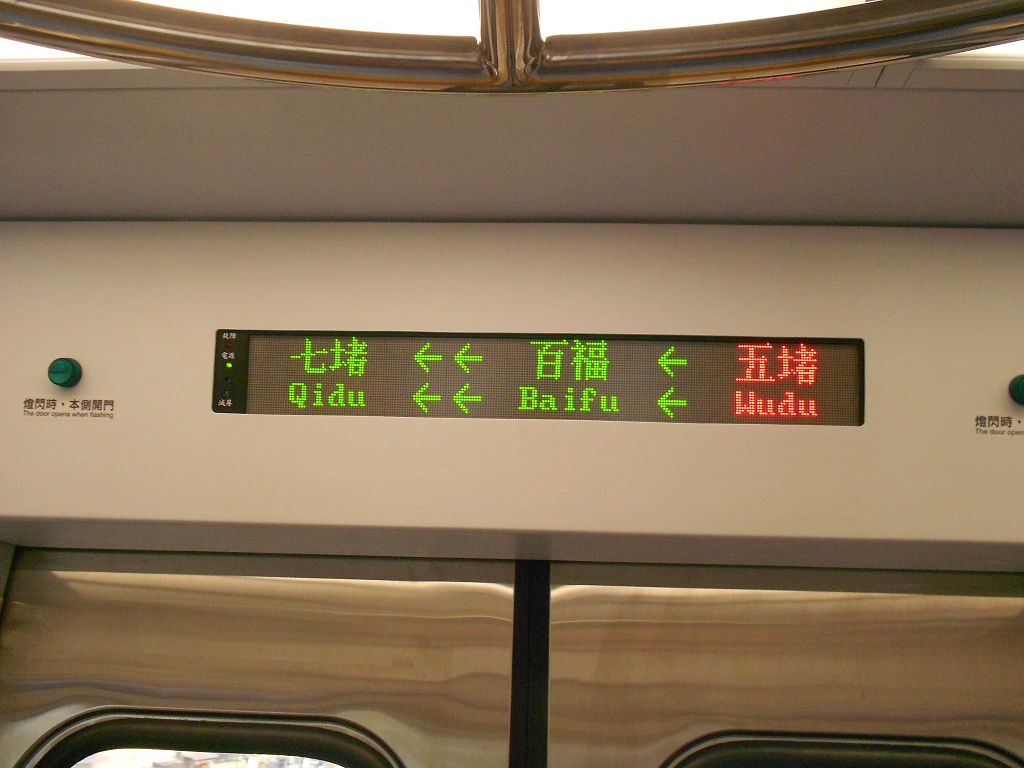
列車到站顯示幕（SI）
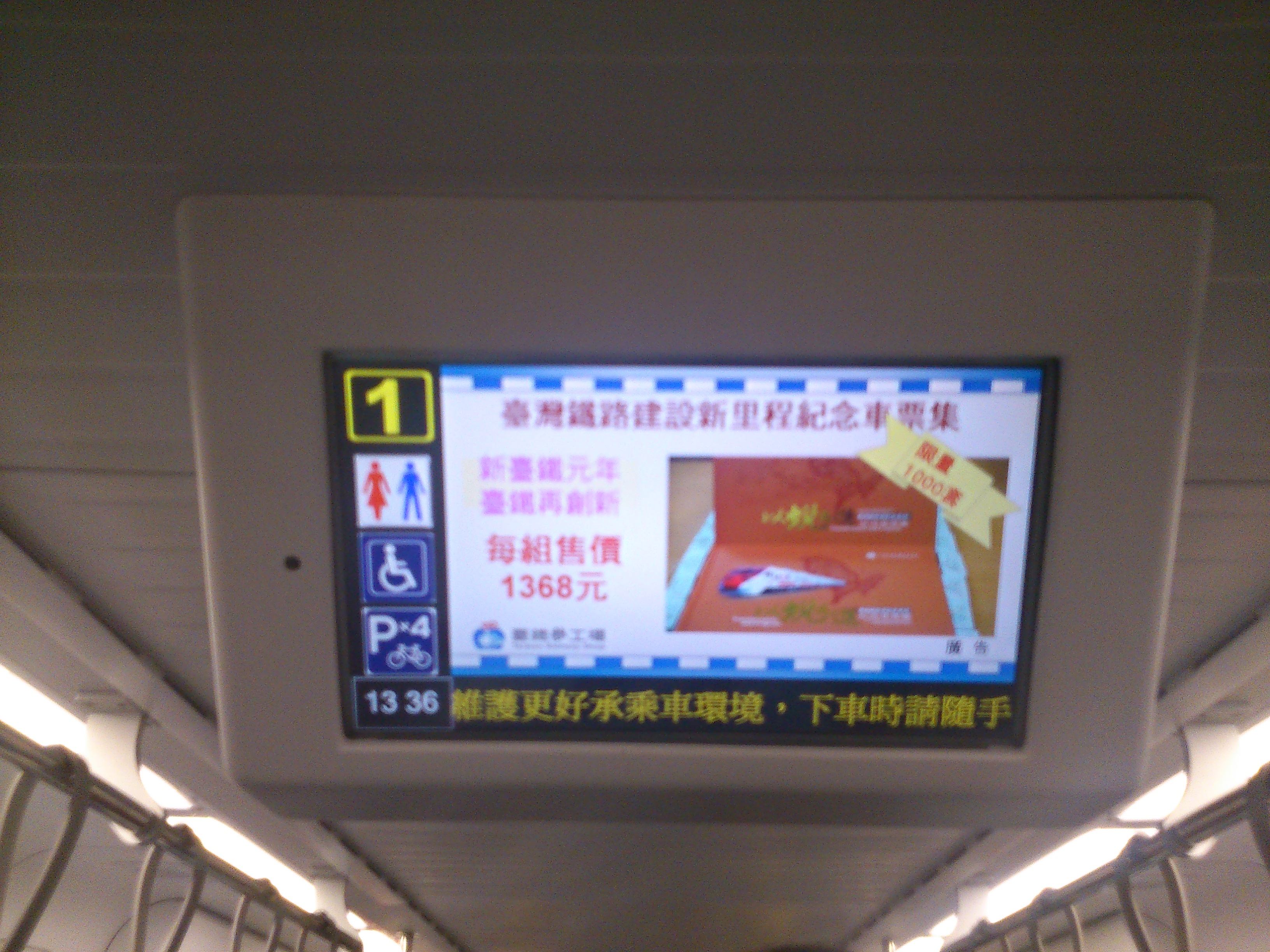
旅客資訊顯示器（VIPS）

### 無障礙設施
EMU800型在車廂也打造成自行車及博愛專用區域，靠近駕駛室端的第1、2車門之間，設置8張（單側4張）折疊座椅及4組（單側2組）自行車置放架，若折疊座椅全數收起，可供放置4台（每列車最多可置放8台）自行車，另外在第2、3車門之間，則設置8張（單側4張）博愛座椅以及輪椅停放區，另外在1、8車在靠近2、7車的車廂端處設置多功能無障礙廁所（含摺疊式嬰兒更換尿布床及緊急對講機）:76－76:62－73。
而博愛座比例亦提升至全車座位的25%，並在博愛座椅區域的地板採防滑設計，並以黃色區域標示，其座位上方拉環亦同步改成黃色，座椅旁也加設扶手，除方便有需求旅客快速辨識外，並同時提升乘坐安全。至於EMU800後續增購的6列12輛編組型同時也首度將博愛座更名為優先席，並增加「內部器官障礙者」圖示，以強調能給予於身體外觀上無法分辨，而體弱或有需要之旅客使用，使其適用範圍更加廣泛。

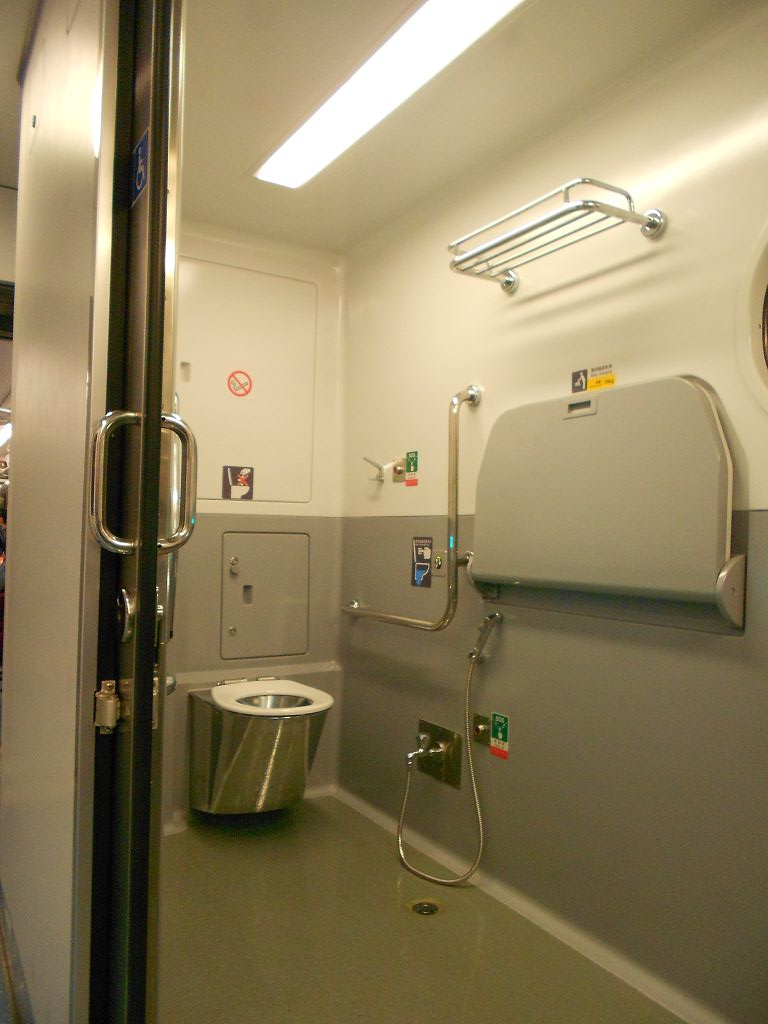
多功能無障礙廁所
EMU800增備車首度採用之優先席識別

### 安全設備
本型車是繼TEMU2000型後，再度將逃生窗與擊破點標識出的車輛，其設置位置多半位於緊急通風窗之對向或車端處，可在緊急時供旅客快速辨識，使得乘坐安全性得以提升。另外EMU800型也於車門旁設置緊急對講機，方便旅客於緊急情況時，能與列車乘務員即時取得聯繫。

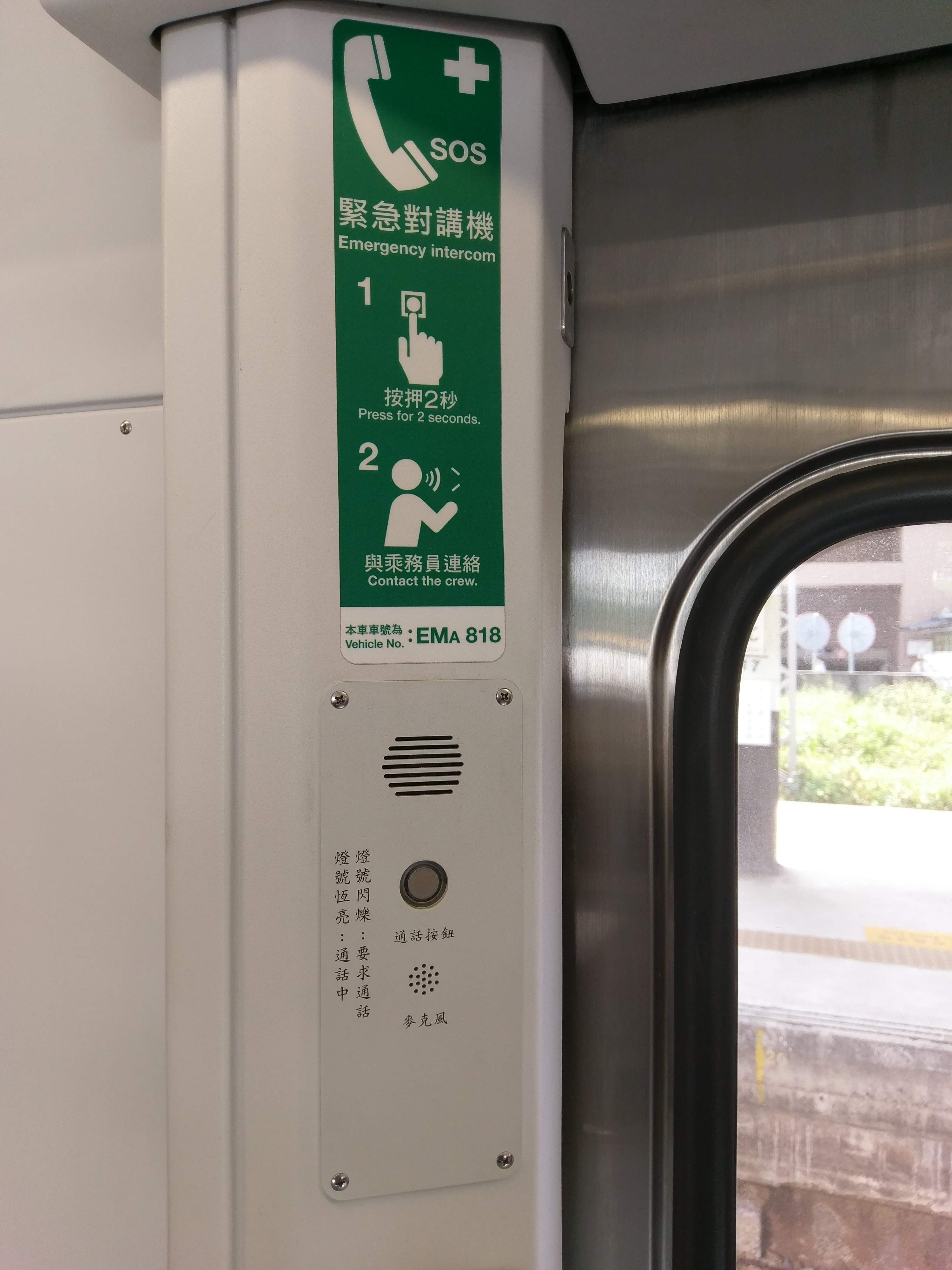
車內的緊急對講機及操作說明指示

### 車內監視器
台鐵陸續在EMU700型和EMU800型車內加裝監視器，以掌握車內動態。安裝數量為每輛車廂裝設3個，由於使用了兩間監視器廠商的產品，安裝方式也不相同。

EMU800型目前新竹機務段、彰化機務段、嘉義機務段的編組皆有安裝。

## 形式說明與編組方式

### 編組體系
EMU800型與EMU700、TEMU1000、TEMU2000型相同，一組動力單元由兩輛動力車與兩輛拖車所組成，一列車由兩個動力單元所組合，即以兩組八輛列車為一個完整的列車編組方式，動拖比為4M4T。不過為了避免干擾到列車自動保護系統的運作，配置方式改為與TEMU1000、2000型相同的駕駛拖車ED800型、馬達車EMA800型、電源動力車EP800型以及馬達車EMB800型的編組方式。而為了區分馬達車的形式，避免編組上所造成的混亂，沿用TEMU2000型在EM後方增加A、B作區隔，使四車編組中的車號一致，另外電源動力車的集電弓、電氣室及廁所設在靠近馬達車EMB800型的車廂連結處。:60－63
45ED800型
駕駛拖車，一共86輛（ED801-874；ED881-892），皮重39.59公頓，長20.33公尺，寬2.9公尺，高3.99公尺。座位：16人，立位：114人。
50EMA800型
馬達車。一共86輛（EMA801-874；EMA881-892），皮重39.47公頓，長20.33公尺，寬2.9公尺，高3.99公尺，座位：56人，立位：113人。
50EP800型
電源拖車，一共86輛（EP801-874；EP881-892），皮重41.14公頓，長20.33公尺，寬2.9公尺，高4.234公尺，座位：48人，立位：115人。
50EMB800型
馬達車。一共86輛（EMB801-874；EMB881-892），皮重39.79公頓，長20.33公尺，寬2.9公尺，高3.99公尺，座位56人，立位113人。
與EMA不同的是在尾端多了一組尾部標示燈以利區分兩編組。
|          | EMU800 ←（逆行）屏東、高雄方向基隆、花蓮（順行）方向→ |               |             |               |               |             |               |              |
| 車廂編號 | 1                                                     | 2             | 3           | 4             | 5             | 6           | 7             | 8            |
| 集電弓   |                                                       |               | ＞          |               |               | ＜          |               |              |
| 形式     | 45ED800 (Tc)                                          | 50EMA800 (M1) | 50EP800 (T) | 50EMB800 (M2) | 50EMB800 (M2) | 50EP800 (T) | 50EMA800 (M1) | 45ED800 (Tc) |
| 其他設備 | ,                                                     |               |             |               |               |             |               | ,            |
| 安裝機器 | CP                                                    | VVVF,Rc,SIV   | Mtr,VCB     | VVVF,Rc,SIV   | VVVF,Rc,SIV   | Mtr,VCB     | VVVF,Rc,SIV   | CP           |
| 載客量   | 130人                                                 | 169人         | 163人       | 169人         | 169人         | 163人       | 169人         | 130人        |

範例
- VVVF：主控制裝置（牽引整流/變流器（C/I）；VVVF變頻器）
- Rc：整流器
- Mtr：主變壓器
- VCB：真空斷路器
- SIV：靜態式變流器
- CP：空氣壓縮機
- ：駕駛室,車長座位
- ：廁所
- ：無障礙設施（輪椅停放區及多功能廁所）
- ：自行車架（折疊式座椅）

參考資料：:60－63:113

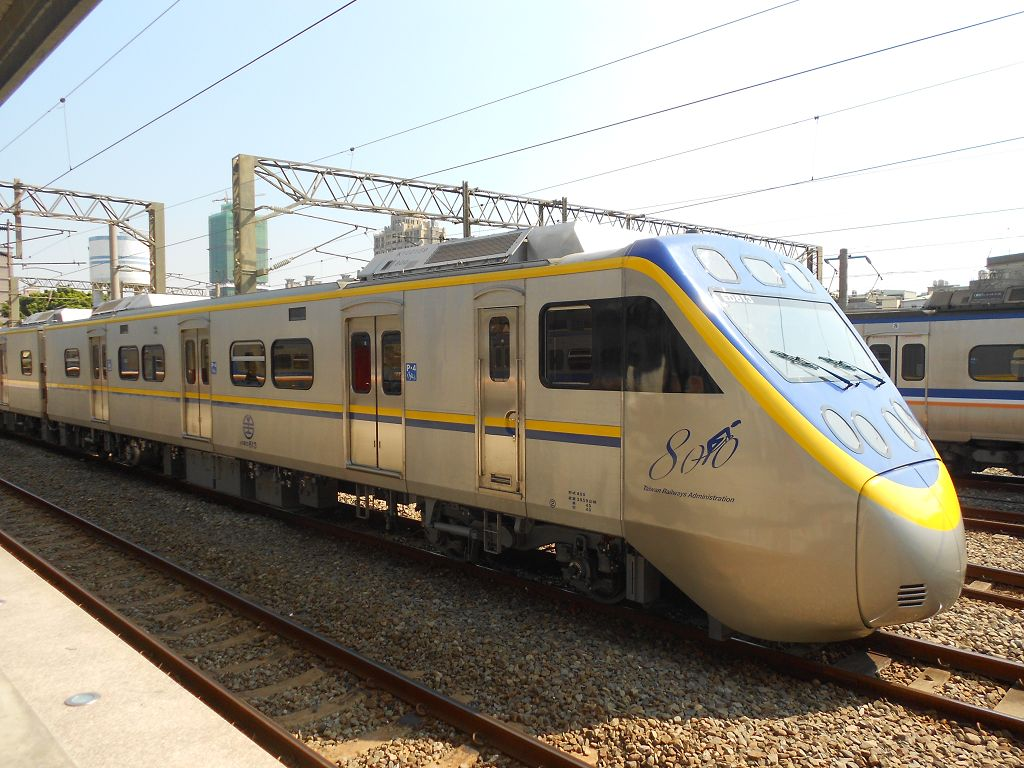
45ED800型駕駛拖車（第1、8車）
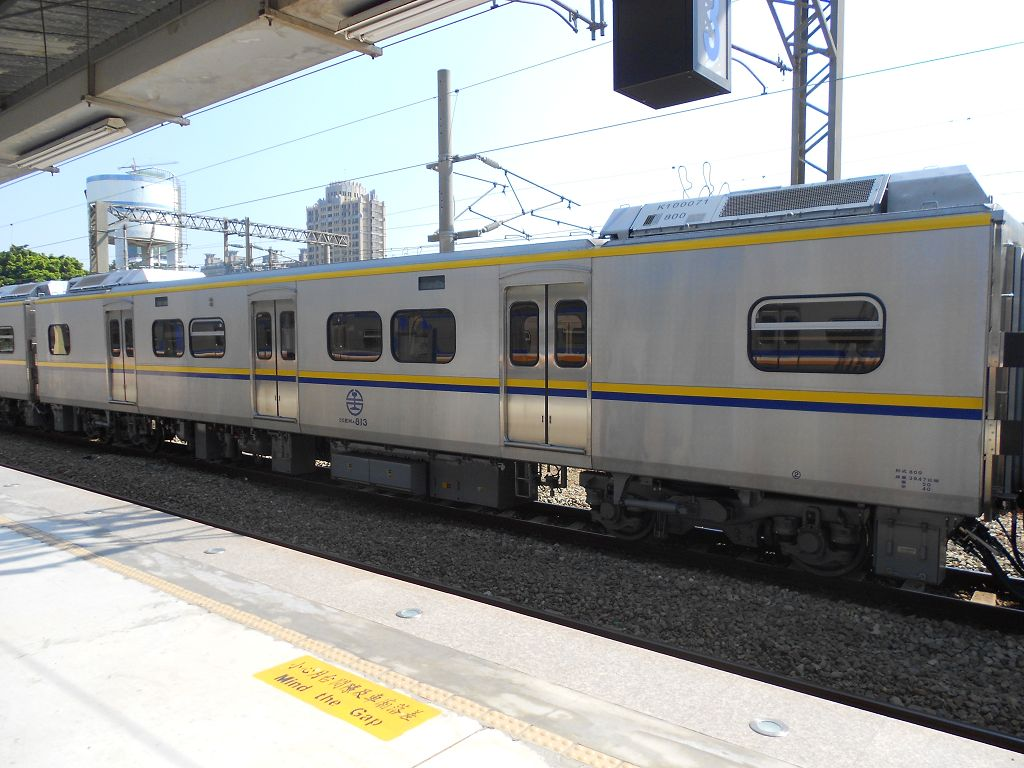
50EMA800型馬達車（第2、7車）
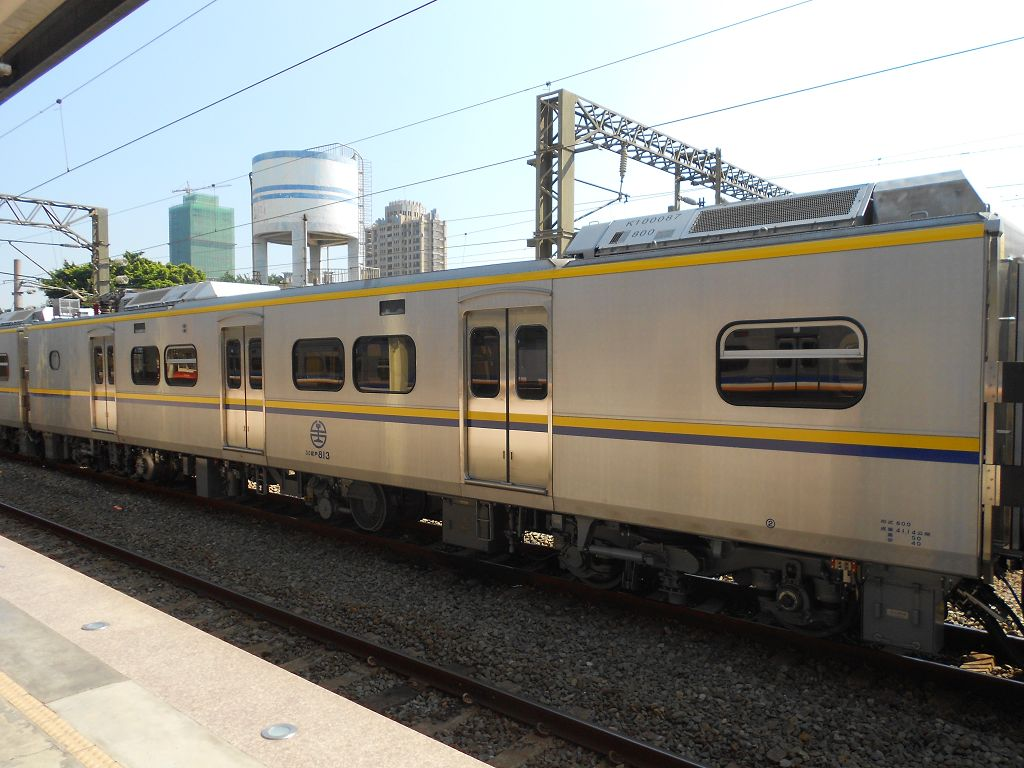
50EP800型電源動力車（第3、6車）
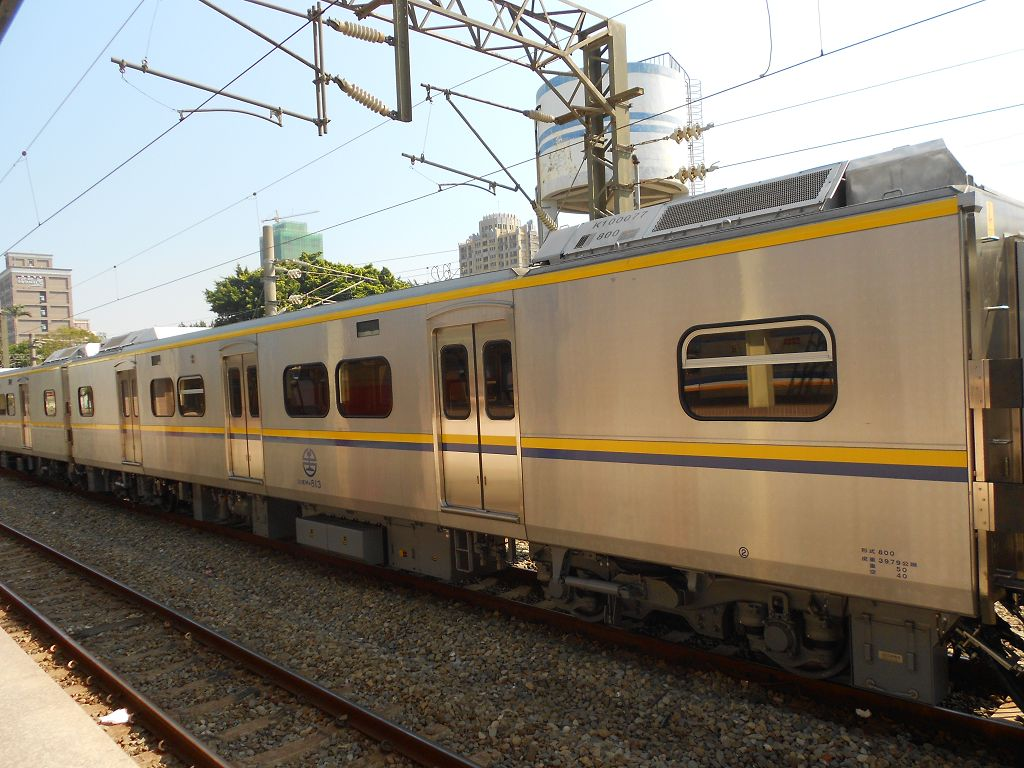
50EMB800型馬達車（第4、5車）

## 缺失
於2017年3月發現此車型作為制軔（煞車）系統燒結閘瓦（煞車皮）的摩擦材料陸續脫落，原因疑似與當年廠商替換為較廉價的制軔（煞車）零件，導致材質不相容有關。

## 運用方式
以北部、中部、南部為主，但因EMU900的引進，北部班次僅剩9輛有樹林～花蓮的區間快車

## 行車事故
2020年4月10日13點13分左右，由潮州開往后里的3198次區間車（編組EMU857+858），在行經新左營=楠梓間的屏山巷平交道時，撞上卡在平交道上的砂石車，導致6人受傷（含3198次司機員），其中司機員傷勢較重，並造成6~8車45ED858、50EMA858、50EP858等3輛車出軌；其中第8車45ED858車頭端扭曲變形嚴重損毀、第7車50EMA858車體嚴重受損，為本型車上線營運後首起重大事故。事故過後，受損嚴重的第8車45ED858於4月11日～12日深夜陸運至臺灣車輛進行後續修復評估作業；其餘七節車廂分別於4月27日～29日迴送至富岡基地
。6月20日再由富岡基地迴送至台灣車輛進行修復。目前已修復完畢並上線服務中部南部地區

## 特殊塗裝
台鐵於EMU800型推出以下的彩繪列車，分別如下：
- 現存：
- 暫無
- 已卸妝：
- EMU885+EMU886：2025台灣燈會棒球彩繪列車[1]。
- EMU881+EMU882：2024年SIRAYA西拉雅彩繪列車
- EMU801+EMU802：2015年交通部觀光局彩繪
- EMU811+EMU812：2019年行政院農業委員會林務局里山動物列車2.0
- EMU829+EMU830：2017年四國旅客鐵道8000系彩繪
- EMU835+EMU836：2018年林務局里山動物列車
- EMU865+EMU866：2016年觀光局喔熊彩繪
- EMU873（EMU874無彩繪）：2015年車廂內部幾米彩繪

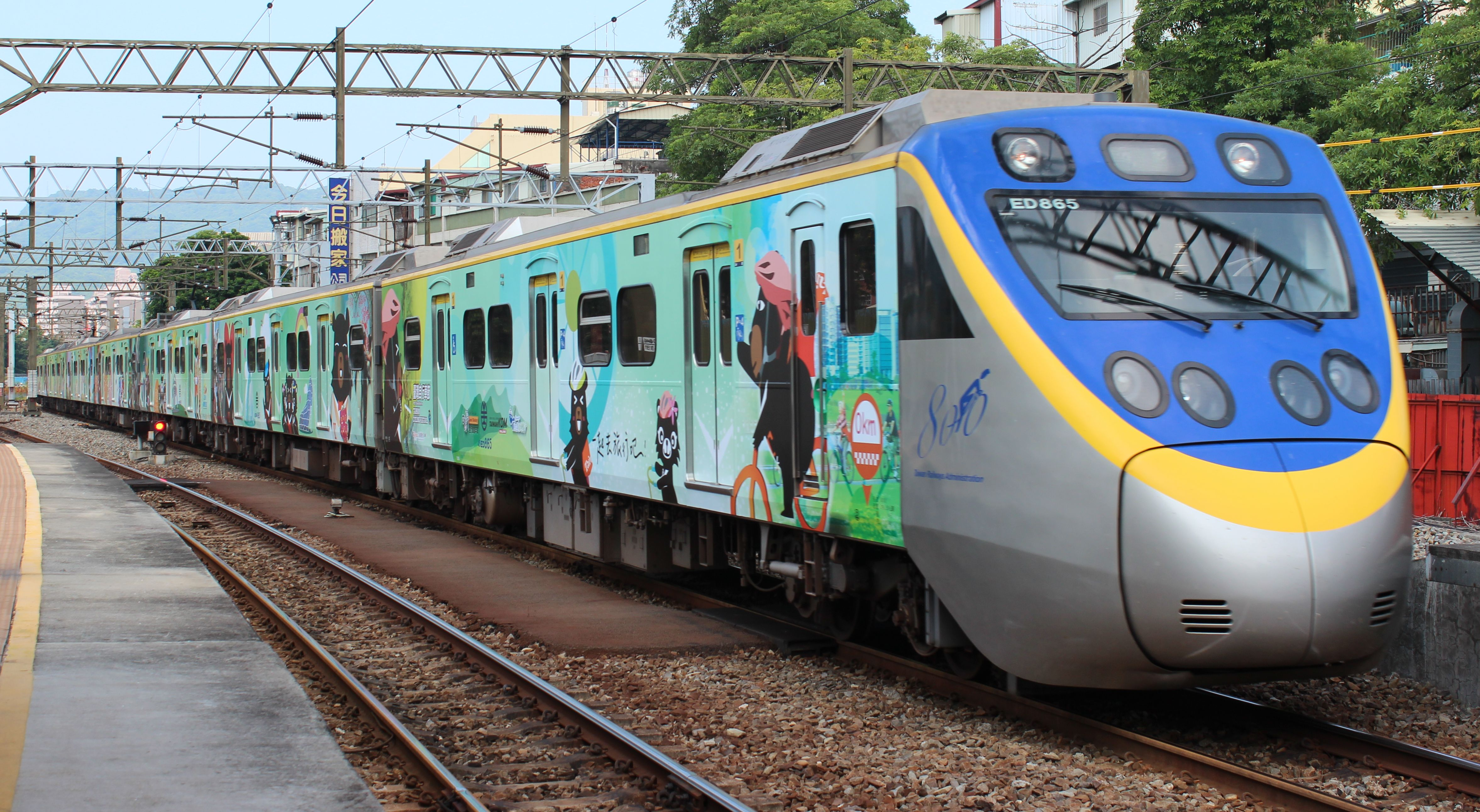
喔熊彩繪車
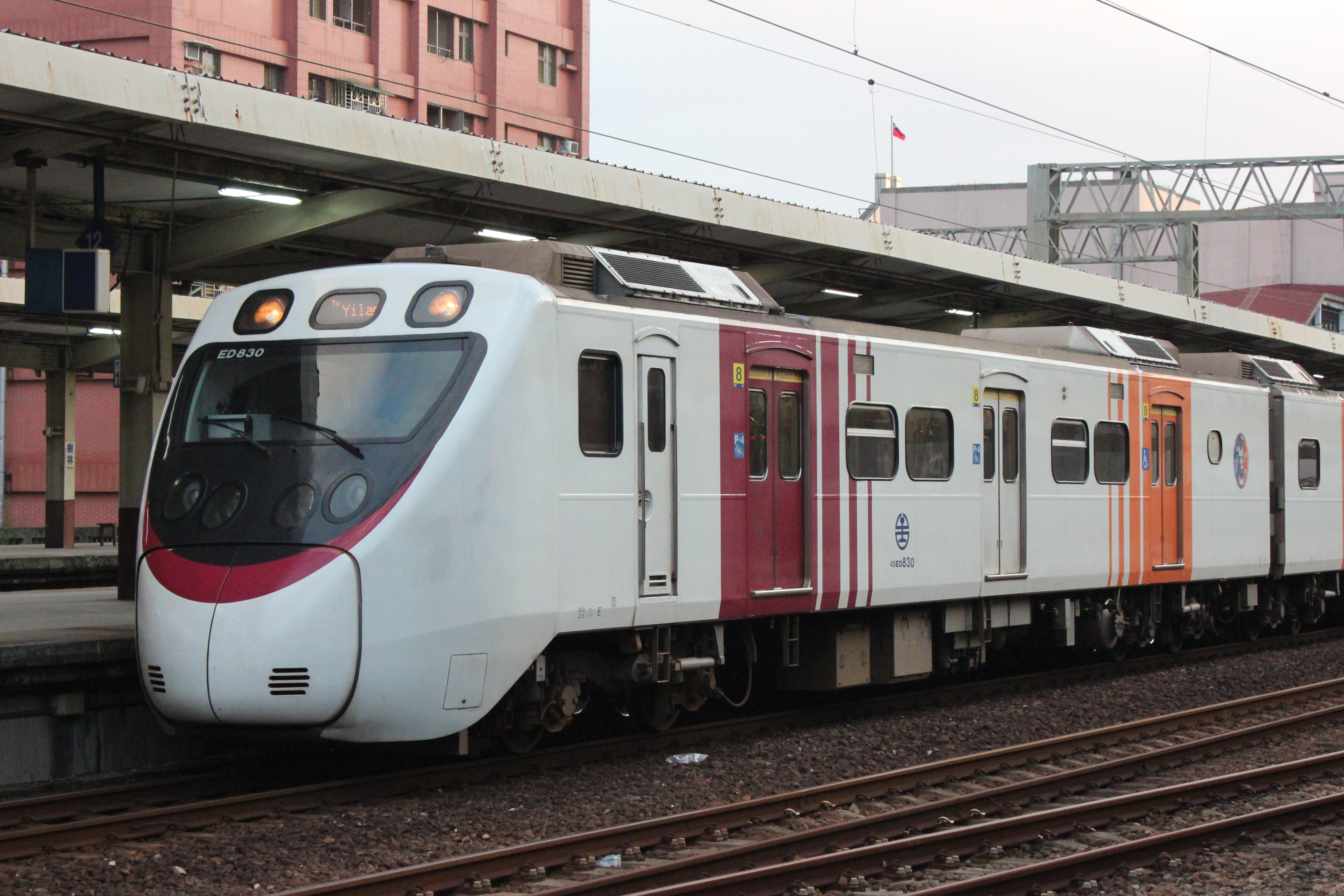
EMU800型JR四國彩繪車
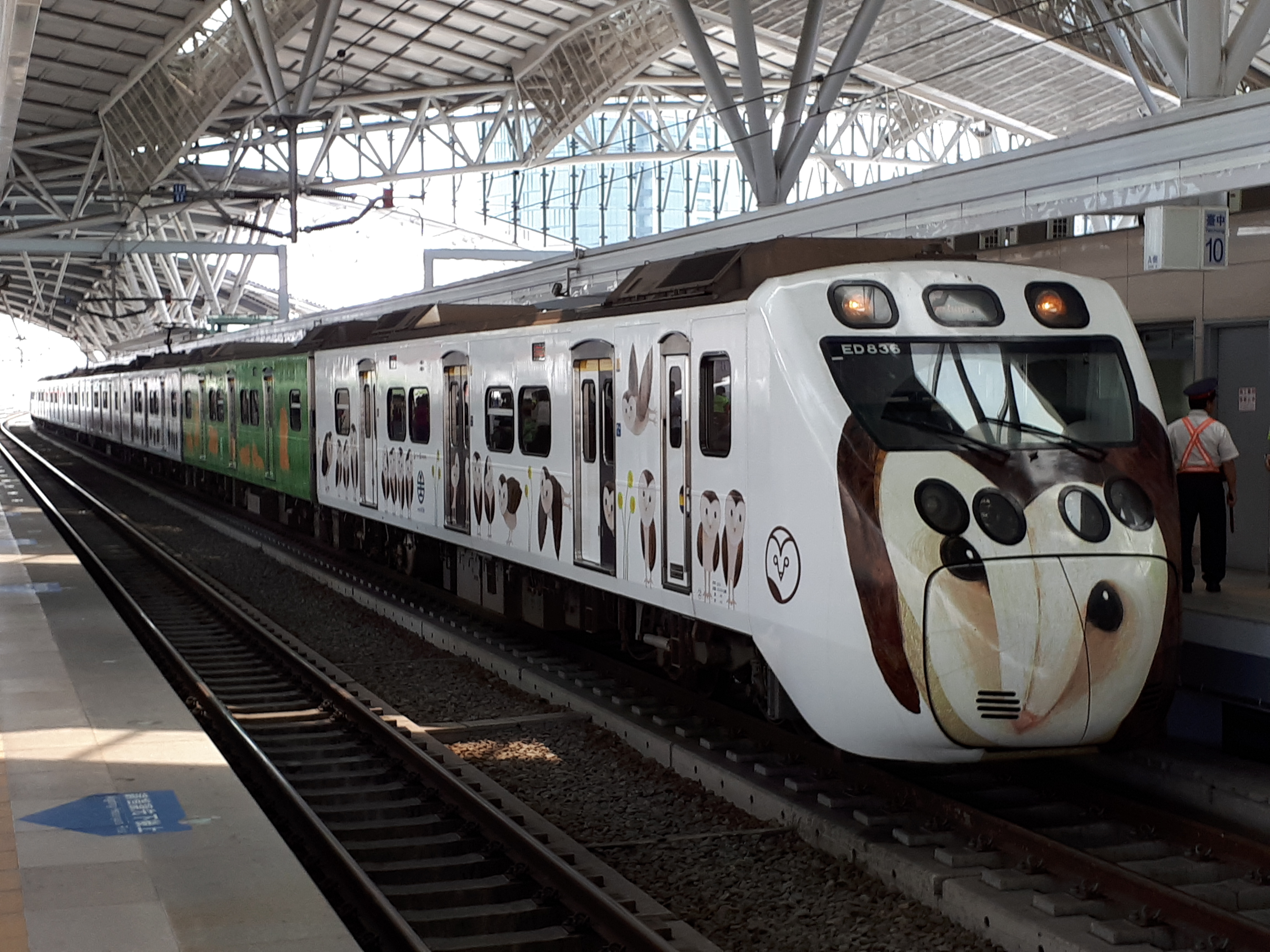
林務局里山動物列車彩繪車
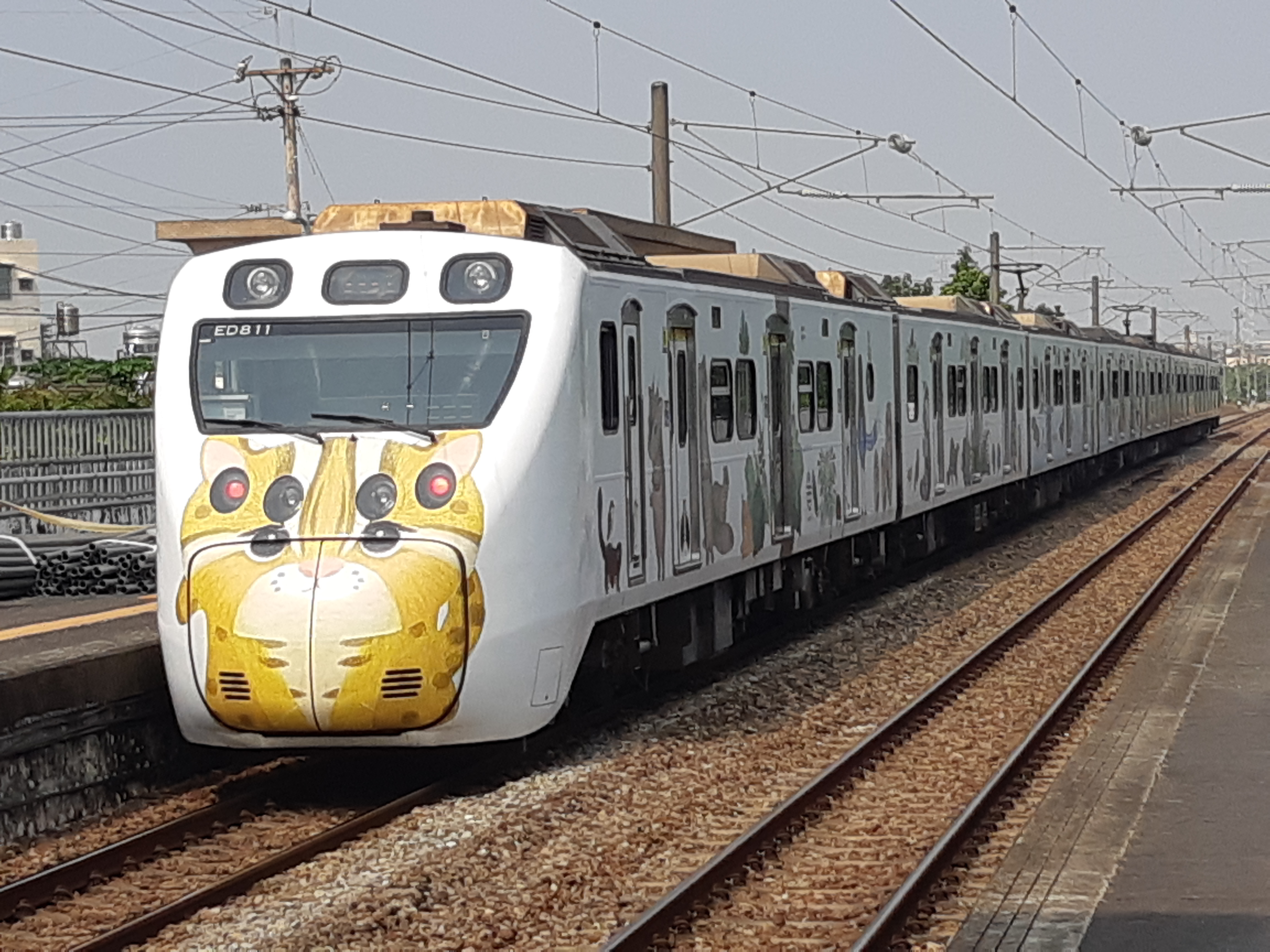
林務局山動物列車2.0彩繪車
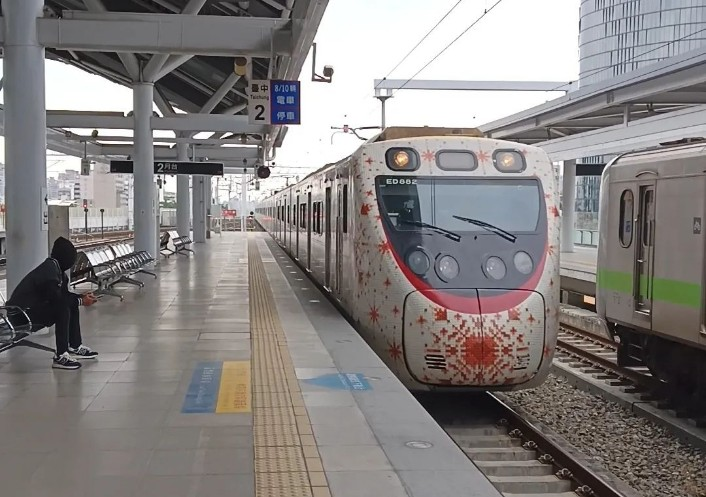
「SIRAYA西拉雅號」彩繪列車
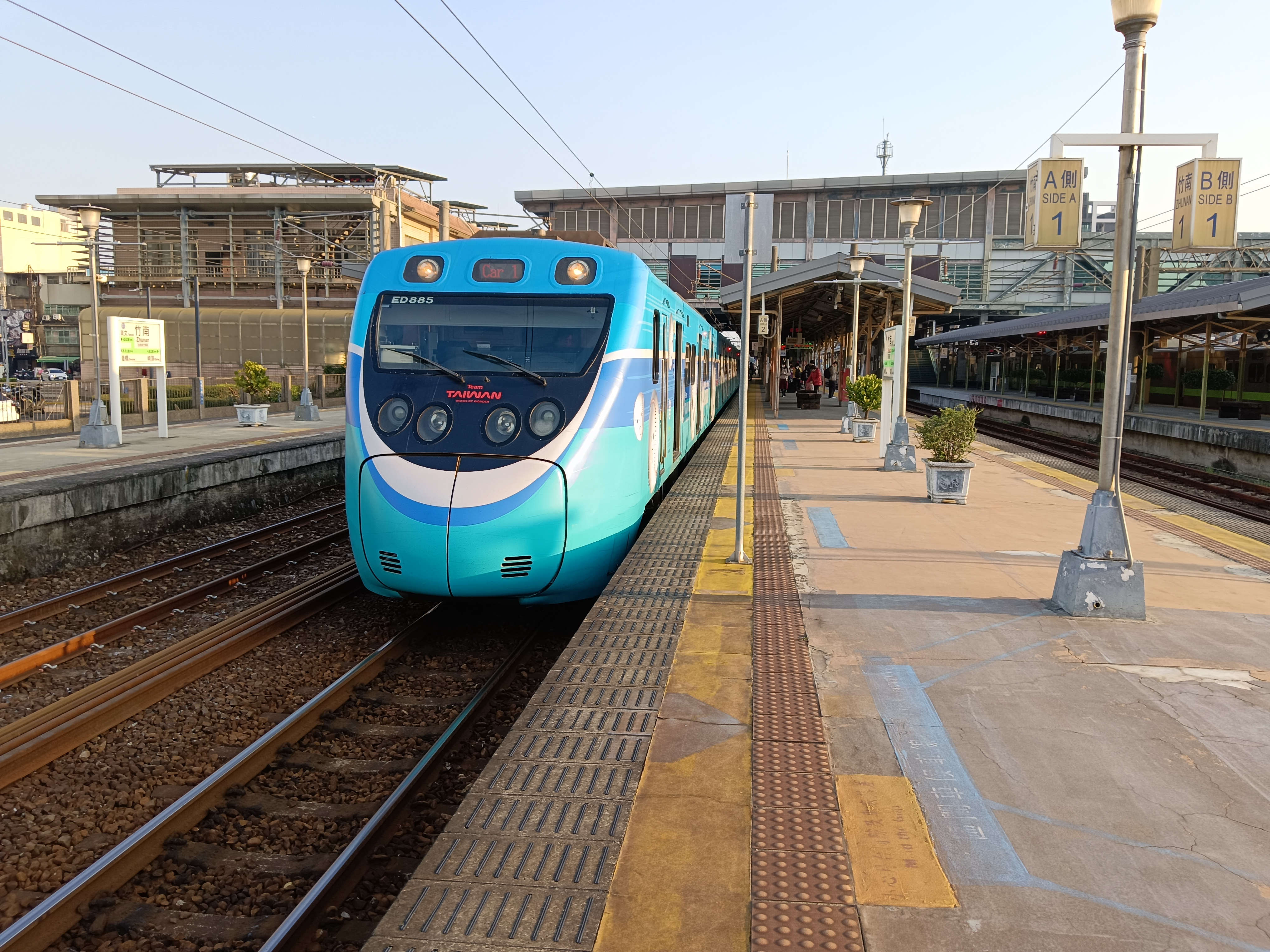
2025台灣燈會棒球彩繪列車

## 外部連結
- （繁體中文）國營臺灣鐵路股份有限公司 （页面存档备份，存于）
- （日語）日本車輛台鐵EMU800型電聯車簡介 （页面存档备份，存于）
- （繁體中文）台灣車輛EMU800型電聯車簡介（页面存档备份，存于）
- （繁體中文）台灣車輛EMU800型48輛增備車簡介（页面存档备份，存于）